# Northrop F-5
Los Northrop F-5A/B Freedom Fighter y F-5E/F Tiger II son parte de una familia de aviones de combate supersónicos ligeros diseñados y fabricados en Estados Unidos por Northrop desde principios de los años 60. Hay dos modelos principales, las variantes originales F-5A y F-5B Freedom Fighter, y las variantes ampliamente actualizadas F-5E y F-5F Tiger II. El equipo de diseño desarrolló un caza pequeño y altamente aerodinámico en base a dos motores General Electric J85 compactos y de alto empuje, centrándose en el rendimiento y en un bajo coste de mantenimiento. Más pequeño y simple que los contemporáneos como el McDonnell Douglas F-4 Phantom II, el F-5 cuesta menos adquirirlo y operarlo, lo que lo ha convertido en un popular avión de exportación. Aunque está diseñado principalmente para una función de superioridad aérea diurna, el avión también es una plataforma válida para el ataque a tierra. El F-5A entró en servicio a principios de la década de 1960. Durante la Guerra Fría, se produjeron más de 800 ejemplares, hasta 1972, para los aliados de Estados Unidos. Aunque en ese momento la Fuerza Aérea de los Estados Unidos (USAF) no necesitaba un caza ligero, adquirió aproximadamente 1200 aviones de entrenamiento Northrop T-38 Talon, que se basaron en el diseño del caza N-156 de Northrop.
Después de ganar la Competición Internacional de Aviones de Combate, un programa destinado a proporcionar aviones de combate efectivos de bajo coste a los aliados estadounidenses, en 1970, Northrop presentó la segunda generación del F-5E Tiger II en 1972. Esta actualización incluía motores más potentes, mayor capacidad de combustible, mayor área de ala y extensiones mejoradas de borde de ataque para mejores velocidades de giro, reabastecimiento de combustible aire-aire opcional y aviónica mejorada, incluido el radar aire-aire. Utilizado principalmente por los aliados estadounidenses, permanece en el servicio de Estados Unidos para apoyar los ejercicios de entrenamiento. Ha desempeñado una amplia gama de funciones, pudiendo realizar tareas de ataque aéreo y terrestre; el modelo se utilizó ampliamente en la guerra de Vietnam. Se construyeron un total de 1400 Tiger II antes de que terminara la producción en 1987. Más de 3800 F-5 y el avión de entrenamiento avanzado T-38, estrechamente relacionado, se produjeron en Hawthorne (California). Las variantes F-5N/F están en servicio con la Armada de los Estados Unidos y el Cuerpo de Marines de los Estados Unidos como entrenadores de adversarios. Más de 400 aviones estaban en servicio en 2021.
El F-5 también se convirtió en un avión de reconocimiento dedicado, el RF-5 Tigereye. El F-5 también sirvió como punto de partida para una serie de estudios de diseño que dieron como resultado el Northrop YF-17 y el avión de combate naval F/A-18 Hornet. El Northrop F-20 Tigershark fue una variante avanzada, ideada para suceder al F-5E, que finalmente se canceló cuando no surgieron clientes de exportación.

## Diseño y desarrollo

### Origen

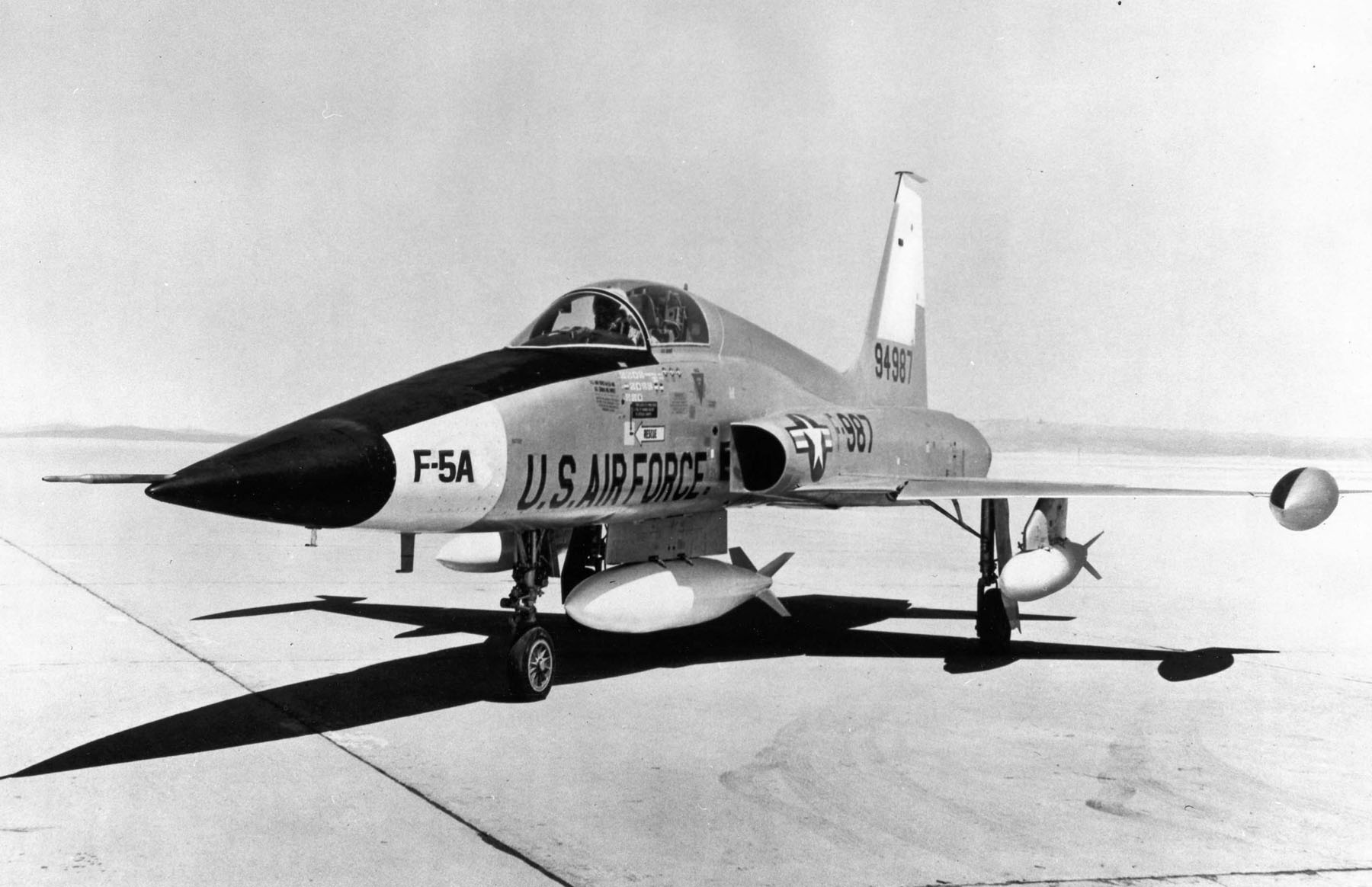
El primer prototipo del Northrop YF-5A.

A mediados de los años 50, Northrop comenzó el desarrollo de un avión de caza de bajo coste y fácil mantenimiento, con la designación de la compañía N-156, en parte para cubrir la necesidad de la Armada de los Estados Unidos de un caza a reacción para operar desde sus portaaviones de escolta, que eran demasiado pequeños para que pudieran operar desde ellos los cazas de reacción existentes en la misma. Esta necesidad desapareció cuando la Armada decidió retirar los portaaviones de escolta, pero Northrop continuó el desarrollo del N-156, con dos variantes planificadas: un avión biplaza de entrenamiento avanzado (el N-156T) y un caza monoplaza (el N-156F).
El N-156 fue diseñado para usar un par de motores General Electric J85 en una versión con postquemador. Fue originalmente diseñado para propulsar el pequeño misil de señuelo McDonnell ADM-20 Quail, que era portado por el bombardero estratégico B-52. Ese requerimiento había obligado a crear un motor muy pequeño con una relación empuje a peso muy alta. El N-156T fue elegido en julio de 1965 por la Fuerza Aérea de los Estados Unidos como reemplazo del entrenador Lockheed T-33 Shooting Star, permitiendo que el desarrollo de la versión de entrenamiento avanzara a toda velocidad. El primer ejemplar, posteriormente designado YT-38 Talon, voló por primera vez el 12 de junio de 1959; se fabricaron un total de 1158 aviones T-38 Talon hasta que finalizó su producción en enero de 1972.
El desarrollo del N-156F continuó con menor prioridad como una iniciativa privada de Northrop. Esto se recompensó con una petición del Gobierno de los Estados Unidos para la construcción de tres prototipos el 25 de febrero de 1958, con la intención de obtener un caza de bajo coste que podría ser suministrado con el Programa de Asistencia Militar a naciones menos desarrolladas. El primer N-156F realizó su primer vuelo en la Base de la Fuerza Aérea Edwards el 30 de julio de 1959, superando la velocidad del sonido en ese primer vuelo.
Aunque las pruebas del N-156F resultaron exitosas, demostrando una fiabilidad sin precedentes y su superioridad en el papel de ataque a tierra con respecto a los North American F-100 Super Sabre que estaban en servicio con la Fuerza Aérea, el interés oficial en este modelo de Northrop decayó, y hacia 1960 parecía que el programa había sido un fracaso. El interés revivió en 1961, cuando el Ejército de los Estados Unidos lo probó, junto con el Douglas A-4 Skyhawk y el Fiat G.91, en el rol de apoyo aéreo cercano y reconocimiento. Aunque los tres modelos demostraron su capacidad durante las pruebas del Ejército, el uso de aviones militares pasó a ser legalmente responsabilidad de la Fuerza Aérea y no se le permitió al Ejército operar con el N-156 ni con otro tipo de aeronave de ala fija. Una situación semejante a lo acontecido con el avión de transporte de Havilland Canada C-7 Caribou.
En 1962, sin embargo, la Administración Kennedy volvió a requerir un caza de exportación de bajo coste, y eligió el N-156F de Northrop como ganador de la competición F-X, el 23 de abril de 1962. En ese momento, el avión recibió la designación F-5A y entró en producción en octubre de ese mismo año. Fue nombrado según el sistema de designación de aeronaves de Estados Unidos de 1962, que supuso el reinicio en la numeración de la serie de designación para aviones de caza.

### Producción
Northrop fabricó 636 ejemplares del F-5A, incluyendo el prototipo YF-5A, hasta que finalizó la producción en 1972. Estos fueron acompañados de 200 aviones biplaza F-5B, destinados a entrenamiento de combate, los cuales carecían de los cañones montados en el morro, pero por lo demás tenían capacidad de combate, además de 86 aviones RF-5A, versión de reconocimiento del F-5A, equipada con cuatro cámaras en el morro. Adicionalmente, la compañía canadiense Canadair fabricó bajo licencia 240 ejemplares de la primera generación de aviones F-5, y la española CASA también fabricó bajo licencia 70 aviones F-5.

### F-5E y F-5F Tiger II

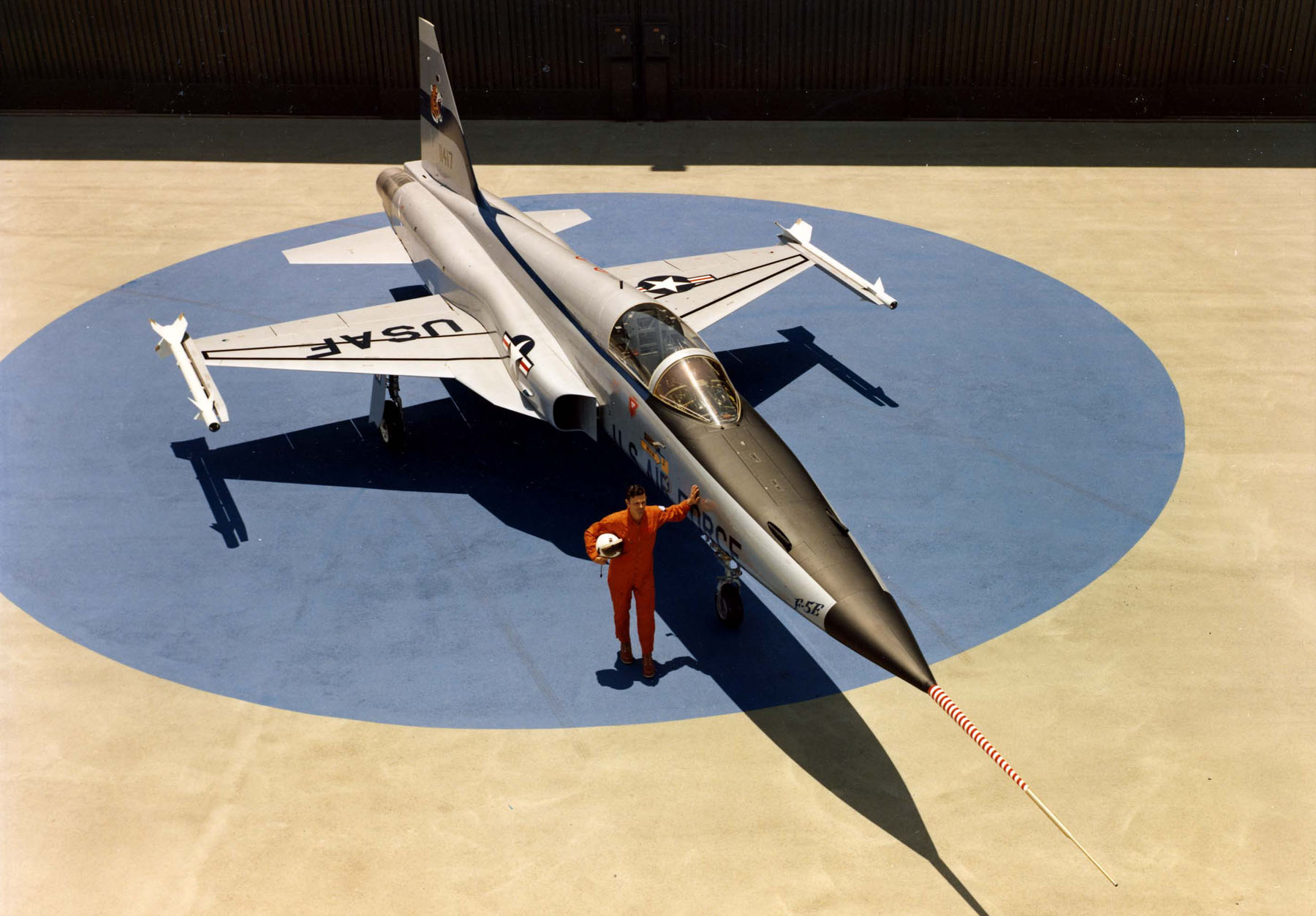
Presentación oficial (roll-out) del primer F-5E Tiger II de la USAF.

En 1970, Northrop ganó la licitación de la Aeronave Internacional de Combate (IFA) para reemplazar al F-5A. La nave resultante, inicialmente conocida como F-5A-21, se designó F-5E. El diseño fue básicamente alargado y agrandado, con una superficie alar incrementada y aviónica más sofisticada; inicialmente contaba con un radar Emerson AN/APQ-159 (los F-5A y B no tenían radar). Varios arreglos específicos de aviónica podían ser manejados para satisfacer las necesidades de los clientes. Fue ofrecido un avión entrenador biplaza, el F-5F. A diferencia del F-5B, que carecía de los cañones del morro, éste mantuvo un cañón sencillo tipo M39 en el morro, aunque con capacidad de munición reducida. En versión de reconocimiento se ofreció el RF-5E Tigereye, que contaba con un paquete sensor en el morro, desplazando el radar y un cañón.
El F-5E finalmente recibió la denominación popular de Tiger II. Es incorrecto decir que este fue el único avión diseñado para reemplazarse a sí mismo; de hecho esto había sucedido en la historia de la aviación estadounidense con el Grumman F-11 Tiger (F-11/F11F) y el AV-8A/C Harrier, que fue sucedido por el AV-8B Harrier II, que realmente fue el único modelo diseñado para ser su propio reemplazo.
Northrop construyó 792 F-5E, 140 F-5F y 12 RF-5E. En el extranjero, bajo licencia, se construyeron además 56 F-5E y F, más 5 RF-5E en Malasia (se planea venderlos después de ser mejorados); 90 F-5E y F en Suiza (de los cuales algunos están actualmente alquilados a Austria para solventar la brecha dejada por el retiro de su flota de cazas de combate Saab Draken, mientras llegan las entregas del nuevo Eurofighter Typhoon; 68 en Corea del Sur y 380 en Taiwán.
Northrop intentó desarrollar una versión avanzada del F-5E, originalmente designada como F-5G, como un competidor del F-16 para el mercado de exportación. El F-5G fue denominado posteriormente como F-20 Tigershark.
El F/A-18 Hornet fue derivado del YF-17 Cobra, el cual a su vez estaba basado en parte en el F-5 Tiger II.

### Componentes
Referencias:
Leyenda:  Brasil -  Canadá -  Chile -  China -  Estados Unidos -  Finlandia -  Francia -  Israel -  Italia -  Noruega -  Reino Unido -  Unión Europea -  Unión Soviética

#### Electrónica
| Sistema                                                               | País                                  | Fabricante                               | Notas                              |
| --------------------------------------------------------------------- | ------------------------------------- | ---------------------------------------- | ---------------------------------- |
| Radar (opción)                                                        | Bandera de Estados Unidos             | Emerson Electric                         | Modelo AN/APQ-153                  |
| Radar (opción)                                                        | Bandera de Estados Unidos             | Emerson Electric                         | Modelo AN/APQ-157                  |
| Radar (opción)                                                        | Bandera de Estados Unidos             | Emerson Electric                         | Modelo AN/APQ-159                  |
| Radar (opción)                                                        | Bandera de Estados Unidos             | Emerson Electric                         | Modelo AN/APG-69                   |
| Radar (opción, F-5AT)                                                 | Bandera de Estados Unidos             | Duotech Services                         | Modelo Nemesis                     |
| Radar (opción, Irán)                                                  | Bandera de la República Popular China | China Aviation Industry Corporation      | Modelo SY-80                       |
| Radar (opción)                                                        | Bandera de Israel                     | ELTA Systems                             | Modelo EL/M 2032B                  |
| Radar (opción)                                                        | Bandera de Italia                     | Leonardo S.p.A.                          | Modelo Grifo F                     |
| IRST (opción, F-5AT)                                                  | Bandera de Estados Unidos             | Lockheed Martin                          | Modelo TacIRST                     |
| HMD (opción)                                                          | Bandera de Brasil · Bandera de Israel | AEL Sistemas Elbit                       | Modelo DASH IV                     |
| HMD (opción, F-5AT)                                                   | Bandera de Francia                    | Thales                                   | Modelo Scorpion                    |
| Pantalla de visualización frontal (opción)                            | Bandera del Reino Unido               | GEC-Marconi                              | Modelo Ferranti 4510               |
| Pantallas multifunción (opción)                                       | Bandera del Reino Unido               | BAE Systems                              | Modelo MED-2067                    |
| INS (opción)                                                          | Bandera de Estados Unidos             | Litton Industries                        | Modelo LN-93                       |
| INS/GPS (opción)                                                      | Bandera de Estados Unidos             | Honeywell                                | Modelo H-764G                      |
| Sistema integrado de aviónica de arquitectura abierta (opción, F-5AT) | Bandera de Estados Unidos             | Garmin                                   | Modelo G3000                       |
| Computadora de misión (opción, F-5AT)                                 | Bandera de Estados Unidos             | Curtiss-Wright Defense Solutions         | Modelo Parvus DuraCOR 8042         |
| Servidor NAS (opción, F-5AT)                                          | Bandera de Estados Unidos             | Curtiss-Wright Defense Solutions         | Modelo DTS3                        |
| Sistema de escape (original)                                          | Bandera de Estados Unidos             | Northrop                                 |                                    |
| Sistema de escape mejorado (opción)                                   | Bandera de Estados Unidos             | Northrop                                 |                                    |
| Sistema de escape (opción)                                            | Bandera del Reino Unido               | Martin-Baker                             | Asiento eyectable modelo Mk.7A     |
| Sistema de escape (opción)                                            | Bandera del Reino Unido               | Martin-Baker                             | Asiento eyectable modelo Mk.10     |
| Sistema de escape (opción)                                            | Bandera del Reino Unido               | Martin-Baker                             | Asiento eyectable modelo Mk.16     |
| Sistema de advertencia de radar (RWR, opción, F-5AT)                  | Bandera de Estados Unidos             | Duotech Services                         | Modelo ARGUS                       |
| Sistema de advertencia de radar (RWR, opción)                         | Bandera de Israel                     | Elisra                                   | Modelo SPS-2000                    |
| Sistema de advertencia de radar (RWR, opción)                         | Bandera de Chile                      | Desarrollo de Tecnologías y Sistemas SpA | Modelo DM/A-104. Parte de EWPS-100 |
| Sistema de advertencia de radar (RWR, opción)                         | Bandera de Chile                      | Desarrollo de Tecnologías y Sistemas SpA | Modelo DM/A-106. Parte de EWPS-100 |
| Lanzadores de chaff y bengalas (opción)                               | Bandera de Chile                      | Desarrollo de Tecnologías y Sistemas SpA | Modelo DM/A-202. Parte de EWPS-100 |
| Contramedidas electrónicas (opción)                                   | Bandera de Chile                      | Desarrollo de Tecnologías y Sistemas SpA | Modelo DM/A-401. Parte de EWPS-100 |
| Pod de contramedidas electrónicas (opción)                            | Bandera de Italia                     | Elettronica                              | Modelo ELT-555                     |
| Pod de guerra electrónica (opción)                                    | Bandera de Israel                     | Rafael Advanced Defense Systems          | Sky Shield                         |
| Pod de designación de objetivos (opción)                              | Bandera de Israel                     | Rafael Advanced Defense Systems          | LITENING III                       |
| Pod ACMI (opción, F-5AT)                                              | Bandera de Estados Unidos             | Cubic Corporation                        | Modelo P5                          |

#### Armamento

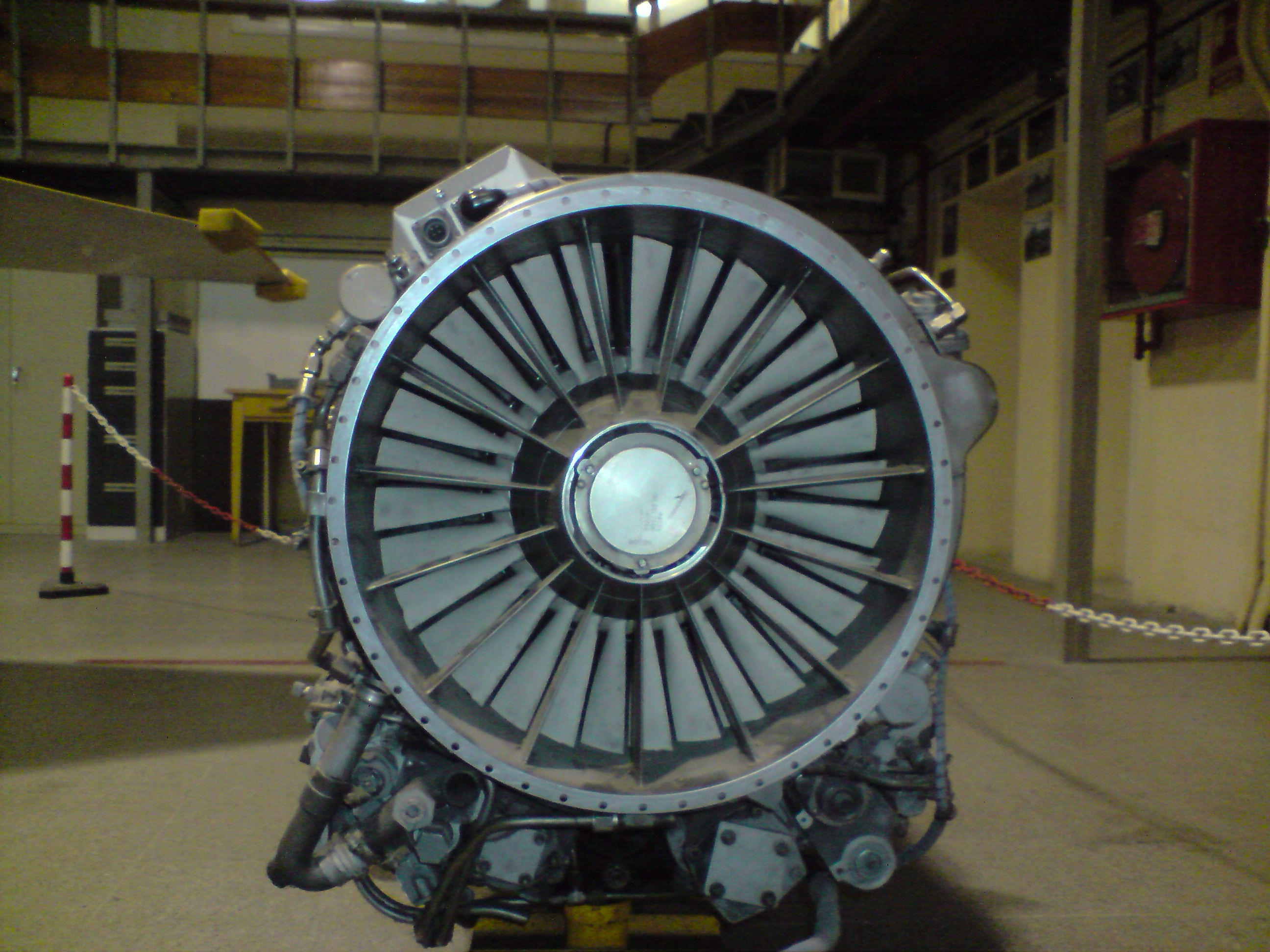
J85-GE-21B.

| Sistema                                                              | País | Fabricante | Notas                     |
| -------------------------------------------------------------------- | --- | --- | ------------------------- |
| Cañón                                                                | Bandera de Estados Unidos | Ford Motor Company | 1 o 2. Cañón M39 de 20 mm |
| Pod de cañón (opción)                                                | Bandera de Estados Unidos | General Dynamics General Electric | 2 × GPU-5/A de 30 mm      |
| Cohete aire-tierra CRV7 de 70 mm                                     | Bandera de Canadá | Bristol Aerospace |                           |
| Cohete aire-tierra Hydra 70 de 70 mm                                 | Bandera de Estados Unidos | General Dynamics |                           |
| Cohete aire-tierra SNEB de 68 mm                                     | Bandera de Francia | Matra Thomson-CSF |                           |
| Cohete aire-tierra SNEB de 100 mm                                    | Bandera de Francia | Matra Thomson-CSF |                           |
| Cohete aire-tierra Zuni de 127 mm                                    | Bandera de Estados Unidos | Hunter Douglas |                           |
| Kit de guiado láser Paveway I para bombas de caída libre             | Bandera de Estados Unidos | Raytheon Texas Instruments |                           |
| Kit de guiado láser Paveway II para bombas de caída libre            | Bandera de Estados Unidos | Lockheed Martin Raytheon Texas Instruments |                           |
| Kit de guiado láser Lizard 3 para bombas de caída libre (Tailandia)  | Bandera de Israel | Elbit |                           |
| Misil aire-superficie AGM-65 Maverick                                | Bandera de Estados Unidos | Raytheon |                           |
| Misil de crucero aire-superficie MICLA-BR (Brasil)                   | Bandera de Brasil | AVIBRAS |                           |
| Misil antirradiación MAR-1 (Brasil)                                  | Bandera de Brasil | DCTA Mectron |                           |
| Misil aire-aire de corto alcance MAA-1B Piranha II (Brasil)          | Bandera de Brasil · Bandera de Brasil · Bandera de Brasil · Bandera de Brasil · Bandera de Unión Europea | AVIBRAS DCTA Instituto de Aeronáutica e Espaço Mectron Airbus Defence and Space |                           |
| Misil aire-aire de corto alcance Mólniya R-60 (Irán)                 | Bandera de la Unión Soviética | NPO Vympel |                           |
| Misil aire-aire de corto alcance Vympel R-73 (Irán)                  | Bandera de la Unión Soviética | NPO Vympel |                           |
| Misil aire-aire de corto alcance AIM-9 Sidewinder                    | Bandera de Estados Unidos · Bandera de Finlandia · Bandera de Noruega | Raytheon NAMMO |                           |
| Misil aire-aire de corto alcance Python 4 (Brasil, Chile, Tailandia) | Bandera de Israel | Rafael Advanced Defense Systems |                           |
| Misil aire-aire de corto alcance Python 5 (Brasil, Tailandia)        | Bandera de Israel | Rafael Advanced Defense Systems |                           |
| Misil aire-aire de corto alcance IRIS-T (Tailandia)                  | Bandera de Alemania · Bandera de España · Bandera de España · Bandera de España · Bandera de Finlandia · Bandera de Noruega · Bandera de Grecia · Bandera de Grecia · Bandera de Italia · Bandera de Italia · Bandera de Italia · Bandera de Italia · Bandera de Suecia · Bandera de Suecia | Diehl Defence Expal Internacional de Composites SA SENER Aeroespacial NAMMO Hellenic Defense Systems INTRACOM Defense Electronics Avio S.p.A. Litton Italia Magnaghi Simmel Difesa Flygtekniska försöksanstalten Saab Bofors Dynamics |                           |
| Misil aire-aire BVR Derby (Brasil, Tailandia)                        | Bandera de Israel | Rafael Advanced Defense Systems |                           |
| Misil aire-aire BVR Vympel R-27 (Irán)                               | Bandera de la Unión Soviética | NPO Vympel |                           |
| Misil aire-aire BVR AIM-120 AMRAAM (Singapur)                        | Bandera de Estados Unidos · Bandera de Finlandia · Bandera de Noruega | Raytheon NAMMO |                           |
| Mina naval Mark 36                                                   | Bandera de Estados Unidos | |                           |
| Bomba Mark 81                                                        | Bandera de Estados Unidos | General Dynamics |                           |
| Bomba Mark 82                                                        | Bandera de Estados Unidos | General Dynamics |                           |
| Bomba Mark 82 Snake Eye                                              | Bandera de Estados Unidos | General Dynamics |                           |
| Bomba Mark 83                                                        | Bandera de Estados Unidos | General Dynamics |                           |
| Bomba Mark 84                                                        | Bandera de Estados Unidos | General Dynamics |                           |
| Bomba M117                                                           | Bandera de Estados Unidos | |                           |
| Bomba M118                                                           | Bandera de Estados Unidos | |                           |
| Bomba anti-pista BLU-107 Durandal                                    | Bandera de Francia | Matra |                           |
| Bomba napalm BLU-1                                                   | Bandera de Estados Unidos | |                           |
| Bomba napalm BLU-27/B                                                | Bandera de Estados Unidos | |                           |
| Bomba napalm BLU-32/B                                                | Bandera de Estados Unidos | |                           |
| Bomba de racimo CBU-24/B                                             | Bandera de Estados Unidos | | Prohibida por 112 países  |
| Bomba de racimo CBU-49/B                                             | Bandera de Estados Unidos | | Prohibida por 112 países  |
| Bomba de racimo CBU-52/B                                             | Bandera de Estados Unidos | | Prohibida por 112 países  |
| Bomba de racimo CBU-58/B                                             | Bandera de Estados Unidos | | Prohibida por 112 países  |
| Bomba de racimo CBU-71/B                                             | Bandera de Estados Unidos | | Prohibida por 112 países  |
| Bomba de racimo Mark 20 Rockeye                                      | Bandera de Estados Unidos | Honeywell | Prohibida por 112 países  |
| Bomba de racimo BL755                                                | Bandera del Reino Unido | Hunting Engineering | Prohibida por 112 países  |
| Bomba de racimo BAT-120                                              | Bandera de Francia | Thomson-CSF | Prohibida por 112 países  |
| Bomba de racimo BLG-66                                               | Bandera de Francia | Matra Thomson-CSF | Prohibida por 112 países  |
| Bomba de racimo BM-400                                               | Bandera de Francia | Thomson-CSF | Prohibida por 112 países  |

#### Propulsión
| Sistema | País                      | Fabricante       | Notas         |
| ------- | ------------------------- | ---------------- | ------------- |
| Motor   | Bandera de Estados Unidos | General Electric | 2 × J85-GE-21 |

## Historia operacional

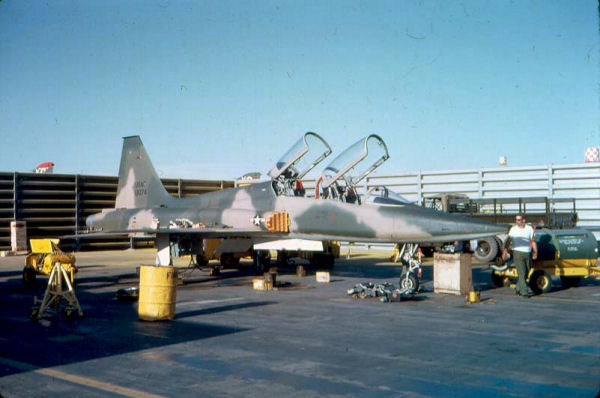
Northrop F-5B, 602th Fighter Squadron, basado en Biên Höa como parte del proyecto Skoshi Tiger.

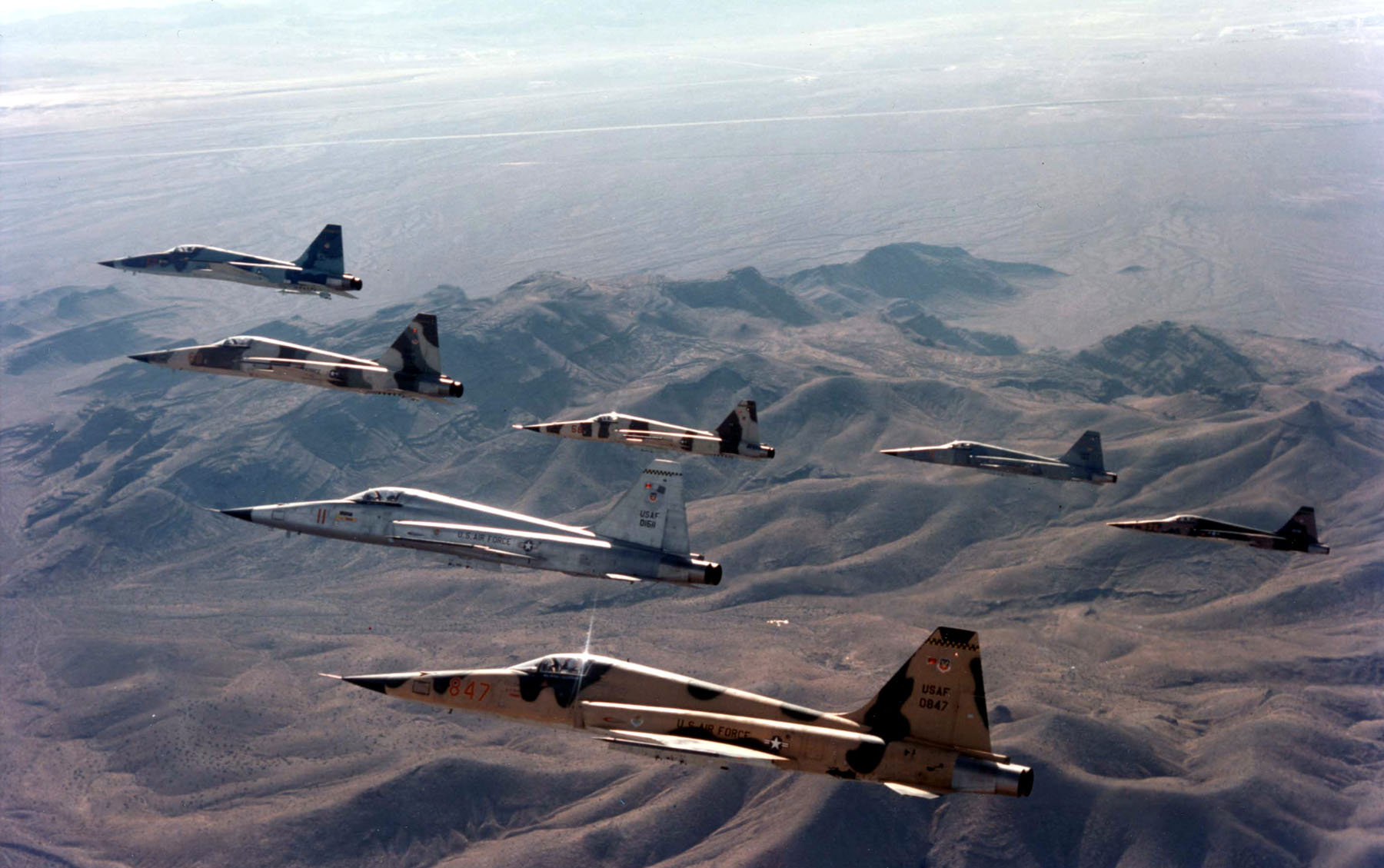
Formación de F-5E de una escuadrilla agressor.

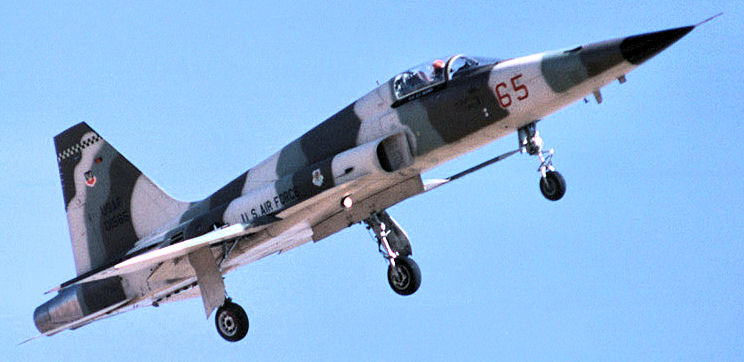
F-5E utilizado como agressor, simulando ser un MiG-21.

### Arabia Saudita

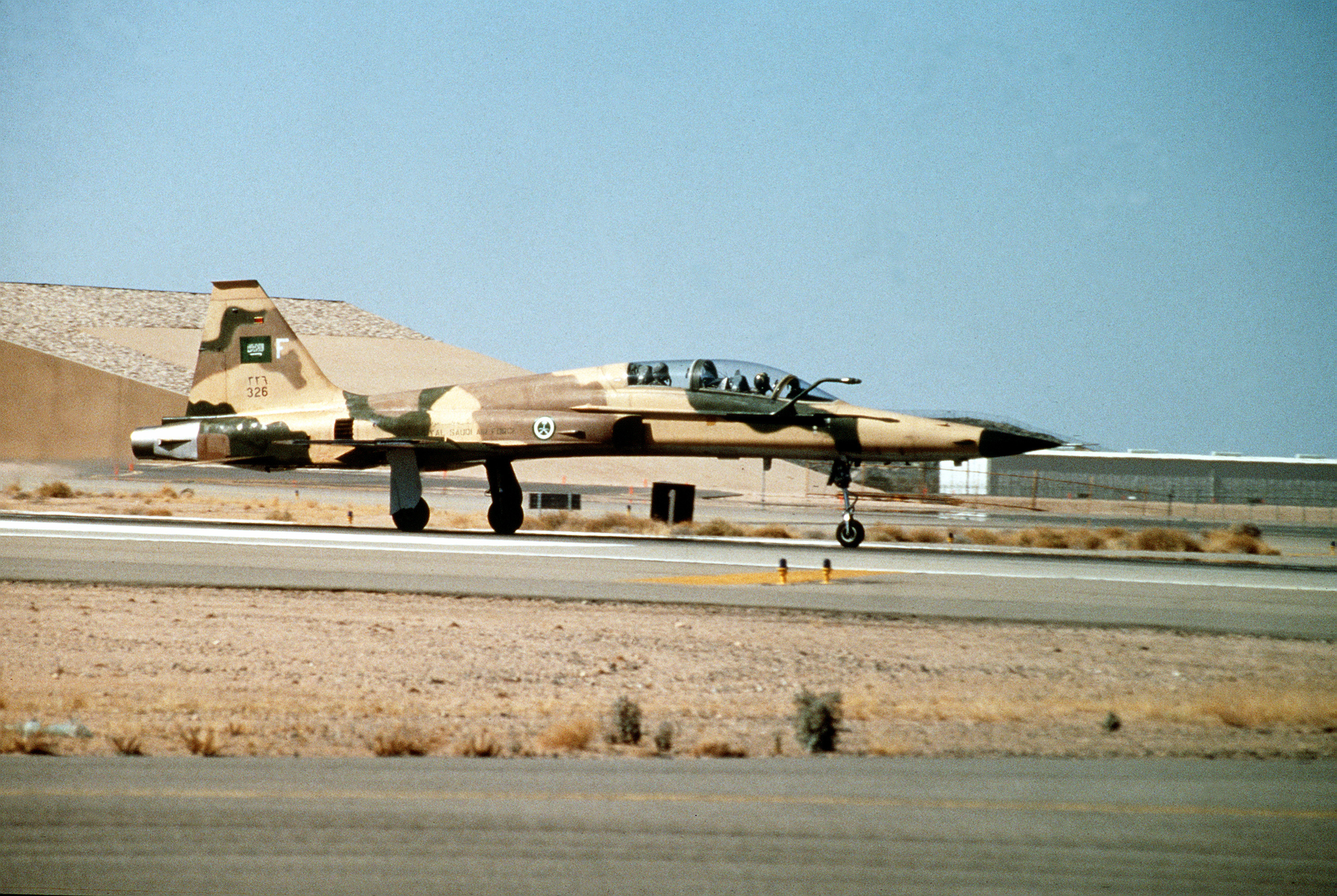
F-5F saudí durante la Guerra del Golfo.

En la Guerra del Golfo, los F-5E de Arabia Saudita realizaron misiones de ataque sobre posiciones de las fuerzas iraquíes en Kuwait, durante la fase terrestre de la guerra. Los F-5E volaron en misiones de apoyo aéreo cercano y de interdicción contra las unidades iraquíes en Kuwait. Un F-5E de la RSAF se perdió por fuego terrestre el 13 de febrero de 1991, el piloto murió. En Arabia, unos 20 Tiger se han perdido debido a diversas causas.

### Estados Unidos

#### Guerra de Vietnam
Como resultado de algunos juegos políticos, la USAF realizó el programa Skoshi Tiger, que fue el bautizo de fuego del F-5, aprovechando la guerra de Vietnam. En octubre de 1965, doce F-5A fueron desplegados en Biên Hòa para ser evaluados en combate. Antes de ser enviados, los F-5A/B fueron equipados con sondas de repostaje en vuelo, blindaje y soportes lanzables, recibiendo la denominación F-5C.
En Vietnam realizaron misiones de apoyo aéreo cercano, interdicción, reconocimiento armado y patrullas de combate aéreo contra los MiG. En total se realizaron unas 4000 horas de vuelo operativo en más de 3500 salidas. Como resultado se perdieron en combate dos aviones, derribados por el fuego antiaéreo.

#### Escuadrillas "Agressor"
El F-5E fue empleado por la USAF desde 1975 hasta 1990, sirviendo en el rol de "Agressor", hasta que fueron reemplazados por los F-16N. Tras la experiencia de Vietnam, se decidió poner en marcha el programa, empleando aviones F-5E disponibles de excedentes (ex-Vietnam y algunos F-5E embargados a Etiopía). El papel de las escuadrillas "Agressor" era representar a oponentes del bloque soviético en combates simulados. Para ello empleaban tácticas usadas por los pilotos soviéticos en aviones de prestaciones similares a los MiG.
En la USAF, estas unidades eran:
- 64.º y 65.º Escuadrones, basados en Nellis.[26]
- 527.º Escuadrón, Alconbury (Reino Unido).
- 26.º Escuadrón, Clark (Filipinas).

La Armada estadounidense empleó numerosos F-5E en la Escuela de Armas de Combate Naval de Miramar desde 1975. Los F-5 recibidos de la USAF fueron reemplazados por los comprados de segunda mano a Suiza, que fueron llevados a una versión conocida como F-5N. Los tres escuadrones que se equipaban con F-5E fueron: VF-127, VF-43 y VF-45. También recurrieron a la compra de F-5 suizos para mantener su flota. Tras los recortes, fue reemplazado por el F-18 y unos pocos F-5 operan todavía en los VFC-13 y VFC-111, habiendo sido el resto transferidos a los Marines.
Los Marines recibieron F-5 ex-USAF en 1989 para reemplazar a sus F-21 en el rol de "Agressor" con el VMFT-401. Los Marines siguen operando con reemplazos de F-5N comprados a Suiza. 
- Aggressor Squadron
- US Navy Fighter Weapons School

### Etiopía
Etiopía recibió 10 F-5A y dos F-5B de Estados Unidos a partir de 1966. En 1970, Irán transfirió al menos tres F-5A y B a Etiopía. En 1975, se llegó a otro acuerdo con los Estados Unidos para entregar una serie de aviones militares, incluidos 14 F-5E y tres F-5F; más tarde, en el mismo año, se transfirieron ocho F-5E, mientras que otros fueron embargados y entregados a un escuadrón de agresores de la USAF debido a la nueva situación política en Etiopía. Los Estados Unidos también retiraron su personal y cortaron relaciones diplomáticas. Los etíopes contrataron entonces a varios israelíes para mantener el equipo estadounidense.
Los F-5 etíopes entraron en combate durante la llamada Guerra de Ogaden (1977–1978), contra Somalia. El principal avión de combate somalí era el MiG-21MF entregado en la década de 1970, apoyado por el caza subsónico Mikoyan-Gurevich MiG-17 y algunos Shenyang J-6 también supersónicos, entregados en la década de 1960 por la Unión Soviética y China respectivamente. Las aeronaves F-5E de Etiopía se usaron excelentemente para conseguir la superioridad aérea sobre los aviones somalíes; los pilotos etíopes habían sido entrenados por asesores estadounidenses e israelíes y empleaban en sus aviones el misil aire-aire AIM-9B Sidewinder, que superaba a los vetustos Vympel R-3 "Atoll" de los MiG somalíes, mientras que los F-5A se emplearon para la interdicción contra las fuerzas enemigas y el ataque aéreo. Durante este período, los pilotos de F-5E etíopes se formaron en entrenamientos simulados con los F-5A y los F-86E Sabre propios (que simulaban ser MiG-21 y MiG-17 de Somalia).
El 17 de julio de 1977, dos F-5 estaban realizando una patrulla aérea de combate cerca de Harer, cuando se detectaron cuatro MiG-21MF. En el enfrentamiento, dos MiG-21 fueron derribados, mientras que los otros dos tuvieron una colisión en el aire, al tiempo que evitaban un misil AIM-9B. Los pilotos de los F-5, mejor entrenados, ganaron rápidamente la superioridad aérea sobre la Fuerza Aérea de Somalía, derribando una serie de aviones, mientras que otros aviones se perdieron por obra de la defensa aérea y accidentes. Sin embargo, al menos tres F-5 fueron derribados por las fuerzas de defensa aérea durante los ataques contra las bases de suministros en el oeste de Somalia.
Como el gobierno etíope cambió de bando, posicionándose con la Unión Soviética, esto significó que ya no pudo comprar repuestos para sus F-5. Etiopía recurrió entonces a Vietnam, que le vendió un escuadrón de F-5A para ser usados como fuente de repuestos. Asimismo, llegaron MiG-21 cubanos al país, que tras el fin de la guerra simularon combates con los F-5 etíopes, imponiéndose estos últimos.

### Filipinas
Filipinas recibió en un principio 43 F-5A procedentes de ayuda estadounidense para reemplazar a los F-86 Sabre. Estos aviones llegaron entre 1964 y 1968, y equiparon al 6th Tactical Fighter Squadron. Posteriormente, otros F-5A y F-5E llegaron donados por Corea del Sur y Taiwán.
Los F-5 se emplearon en misiones reales de combate contra la guerrilla comunista y la musulmana, también durante un intento de golpe de Estado en 1989. De cara a amenazas exteriores, volaron misiones de reconocimiento y de demostración de la soberanía en la zona de islas disputadas del sur del Mar de la China.

### Honduras
- Fuerza Aérea Hondureña: 10 F-5E y 2 F-5F fueron entregados a Honduras en 1987, para reemplazar su flota de IAI/Dassault Super Mystere B.2.

### Irán

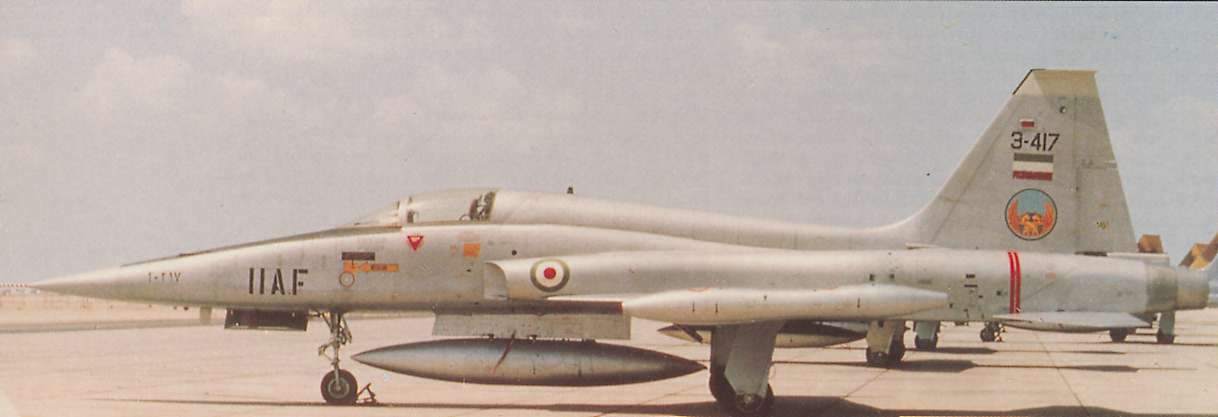
F-5A iraní.

Irán fue el primer cliente de exportación del F-5A/B, que compró en gran número, se estiman unos 104 F-5A y 27 F-5B. Los primeros F-5 fueron muy populares y aunque no entraron en combate en la Fuerza Aérea Iraní, sí hicieron presencia en las crisis con Irak en el Kurdistán, sin llegar a enfrentarse a los MiG iraquíes. No está muy claro si los F-5 iraníes llegaron en 1973 a estar basados en Thumrait, Omán, como parte de la intervención iraní para ayudar al Sultán en su lucha contra las guerrillas. En 1976, el Sha estuvo a punto de intervenir en Afganistán con motivo del golpe de Estado que echó al rey, ordenando la movilización de los F-5, aunque finalmente Irán se mantuvo al margen. Entre las primeras entregas figuraban unos cuantos RF-5A, alguno de los cuales participó en vuelos de reconocimiento sobre la Unión Soviética. Se cree que dos de estos RF-5A se perdieron en estas misiones.
Irán pronto se mostró interesado en comprar la versión más avanzada, el F-5E Tiger II. Para poder comprar el F-5E a Estados Unidos, que necesitaba armar a Vietnam del Sur, pero estaba limitado por el congreso para vender más armas, se aprobó que Irán vendiera sus F-5A a Vietnam y otros países aliados. A cambio, Irán fue el primer cliente también del F-5E, se equipó con 166 F-5E/F y 15 RF-5A, que combatieron intensamente durante la guerra con Irak.
Tras la revolución, la nueva Fuerza Aérea de la República Islámica de Irán fue capaz de mantener operativos un número significativo de F-5 hasta el final de la guerra, a pesar del embargo estadounidense. Al principio, Irán empleó el gran inventario de repuestos que había comprado con los aviones, pero luego se vio obligado a recurrir a fuentes extranjeras como Vietnam, Etiopía, Grecia e incluso el mercado negro (Pakistán, Taiwán e Israel se cree que fueron los principales abastecedores). Con los años, Irán fue capaz de crear su propia industria capaz de producir los repuestos del F-5.
Durante la guerra con Irak, los F-5 volaron tanto en misiones aire-aire como aire-tierra. Los F-5 iraníes participaron en combates aéreos contra cazas iraquíes de todo tipo; entre los cuales estaban MiG-21MF/Bis, MiG-23MS/MF/ML, MiG-25P/PD, Su-20/22, Mirage F-1EQ y Super Étendard de la Fuerza Aérea Iraquí; logrando muchas victorias gracias al mejor entrenamiento de sus pilotos y contar con misiles AIM-9J Sidewinder de las últimas versiones. Sin embargo, la guerra pasó factura, y se perdieron con los años muchos F-5, lo que unido a la compra por Irak de nuevos y mejores aviones y misiles, hizo que los F-5 fueran relegados a tareas de defensa aérea.
Entre los logros de los F-5E iraníes está el conseguido por el mayor Yadollah Javadpour, que derribó un MiG-25PD el 6 de agosto de 1983. Javadpour derribó al MiG-25 luego de que este fuera dañado tras enfrentarse a dos F-14 Tomcat, consiguiendo rematarlo con disparos de sus cañones Pontiac M-39 de 20 mm, pero según los soviéticos, los derribos de MiG-25 ocurrieron a partir de 1986, aunque el derribo se confirmó del todo, siendo el mayor éxito del F-5 en toda su historia en combate.
Dos pilotos iraníes se convirtieron en ases de la aviación durante la guerra contra Irak, el Mayor Yadollah Javadpour y el capitán Yadollah Sharifirad, con cinco victorias aéreas cada uno en la guerra, haciendo de ellos los mayores ases de F-5 en todo el mundo.
Iran Aircraft Manufacturing Industrial Company produce actualmente tres aviones basados en el F-5, el Azarakhsh, el Saegeh y el Kowsar.

### Marruecos

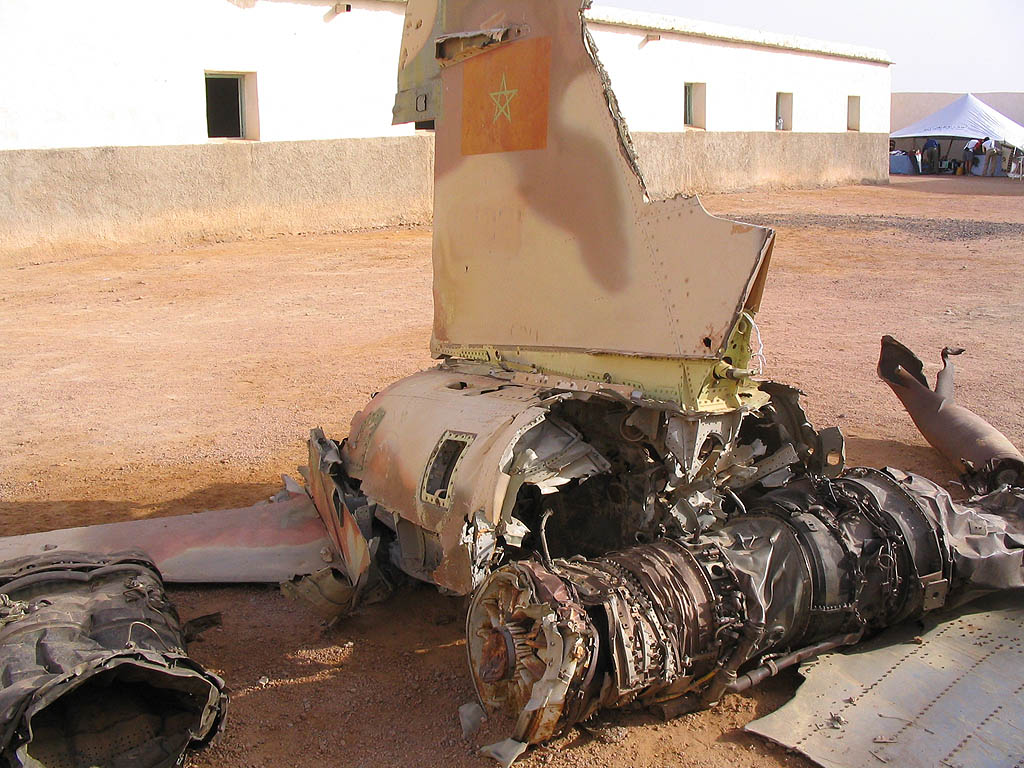
Restos de un caza marroquí F-5 derribado en Tifariti durante la guerra del Sahara Occidental (1975-1991).

Marruecos adquirió 15 F-5A, 2 F-5B y 4 RF-5A desde 1965 a 1971, en el paquete de compra se incluyeron misiles AIM-9B Sidewinder. Se cree que entre 2 y 6 F-5A adicionales fueron comprados a Irán entre 1972 y 1979. Dada la participación en el intento de golpe contra Hassan II en 1972, los escuadrones de F-5 cayeron en desgracia, lo que tuvo consecuencias en la operatividad de los aviones.
Un destacamento de F-5 se basó en Egipto para cumplir los compromisos de la guerra de 1973. Llegaron cuando la guerra ya había acabado y no entraron en combate, aunque realizaron tareas de patrulla aérea en la zona.
Los F-5A y F-5B participaron en la guerra del Sáhara Occidental en la década de 1980, la lucha contra el Frente Polisario. Los Fouga Magister y T-6 eran insuficientes para las misiones de ataque, y los F-5 los reforzaron, destacándose aviones en el Sahara y Mauritania. Los marroquíes se enfrentaban a unos fuertes sistemas antiaéreos, destacando los misiles SA-6 sobre otros sistemas (SA-7, SA-9 o ZPU-23-4 entre otros), por lo que se estima que un total de 14 F-5 se perdieron durante el conflicto (10 F-5A, 2 F-5E y 2 RF-5A entre 1978 y 1987). 
El desgaste de la guerra hizo posible que, con financiación saudita, Estados Unidos autorizara la compra de 16 F-5E y 4 F-5F adicionales, equipados con misiles aire-superficie AGM-65 Maverick a principios de los años 80. Marruecos llevaba varios años buscando infructuosamente reforzar la flota de F-5. 
A partir de la década de 1990, la flota se reforzó con 10 F-5E ex-USAF. Para cubrir las pérdidas en combate, se compraron 24 F-5E/F financiados por Arabia Saudita. Al estar basados en Marruecos y para poder cubrir las largas distancias, los F-5 fueron modificados localmente, dotándoles de una lanza de reabastecimiento.

### México
En 1982, la Fuerza Aérea Mexicana recibió 10 F-5E y dos F-5F bajo el programa FMS Aztec Peace, después de que la compra de 24 IAI Kfir C.2 ofrecidos por Israel fuera bloqueada por Estados Unidos, ya que el Kfir utilizaba el motor J79 producido en los Estados Unidos y como tal, la petición fue denegada. Fueron los últimos 12 aviones F-5E/F fabricados por Northrop. Estos cazas complementaron al Lockheed T-33 y al De Havilland Vampire Mk.I (recibidos mucho antes), dos de los primeros aviones de combate en México. El F-5 dio a México su primer avión de combate supersónico y vio la formación del Escuadrón Aéreo 401. El 16 de septiembre de 1995, después de más de 30 vuelos militares sin incidentes, un F-5E colisionó en el aire con tres Lockheed T-33 durante el desfile militar por la independencia de México; se produjeron un total de 10 muertes. Después de varias modernizaciones, ahora se tienen 5 aparatos en servicio, con la posibilidad de modernizar otros 5, para tener una flota máxima de 10 aparatos.

### Pakistán
Aunque oficialmente Pakistán nunca ha empleado el F-5, algunos de ellos fueron usados en combate en 1971 en la guerra contra India. Pakistán colaboraba estrechamente con Irán, realizando ejercicios conjuntos e intercambios de pilotos. Se cree que al menos tres F-5A fueron enviados como ayuda a Pakistán en diciembre de 1971, aunque se basaron en Sargodha, y se limitaron a realizar patrullas aéreas y no entraron en combate.
Existen sospechas también acerca del envío en las mismas fechas de algún F-5A por parte de Irán, e incluso por Libia. No queda claro si estos aviones habrían sido pilotados por pilotos pakistaníes.

### Tailandia
La Real Fuerza Tailandesa recibió sus primeros F-5A y RF-5A como pago por el uso estadounidense de bases aéreas en Tailandia durante la guerra de Vietnam. A partir de que en Camboya se estableció el régimen de Lon Nol, los F-5 tailandeses empezaron a operar en el oeste de Camboya contra la guerrilla comunista. Cuando Vietnam del Sur lanzó su operación en junio de 1970 contra las bases comunistas en Camboya, los RF-5A realizaron vuelos de reconocimiento a petición del gobierno camboyano.
Con la llegada de los jemeres rojos al poder, los F-5 participaron en los incidentes fronterizos entre Tailandia y Kampuchea. Tras la invasión vietnamita, se recibieron F-5E y se realizaron numerosas patrullas aéreas en la frontera para evitar incursiones vietnamitas. En 1982, se interceptó un avión Antonov An-26 vietnamita que entró en el espacio aéreo tailandés y se le obligó a aterrizar.
Los F-5A y F-5E tomaron parte en ataques contra tropas y bases de Camboya y Laos en los numerosos enfrentamientos que hubo en la zona fronteriza durante los años 80. Algunos F-5 fueron derribados por misiles SA-7 y otros resultaron dañados por fuego antiaéreo.
En 2001, durante un incidente fronterizo con Myanmar, los F-5 realizaron unas 60 salidas de combate. Equipos de tres F-5E lanzaron bombas guidas por láser, las cuales era iluminadas por un cuarto F-5F, contra objetivos del ejército de Myanmar.

### Venezuela
Después de una reorganización de la Fuerza Aérea Venezolana a finales de la década de 1960, el gobierno del entonces presidente Rafael Caldera (1969-1974) se dio cuenta de que era el momento de reemplazar a sus obsoletos De Havilland Vampire y Venom activos en ese momento, así como a los últimos F-86F y F-86K Sabre supervivientes en servicio activo. Entonces, la FAV empezó a barajar varias opciones para reemplazar la obsoleta flota, abriendo un concurso internacional, entre las que estaban el sueco Saab 35 Draken, el británico BAC Lightning, el francés Dassault Mirage III (que más tarde sería adquirido), el canadiense CF-5 y el estadounidense F-4 Phantom II. Este último fue el que más llamó la atención, terminando por enviarse una solicitud de compra por 32 aviones; sin embargo, la propuesta de compra fue rechazada por el Congreso, alegando que se necesitaban toda la línea de F-4 para suplir las bajas aéreas sufridas en la guerra de Vietnam. En 1971 se eligió al CF-5 de Canadair, ya que los canadienses ofrecían la entrega inmediata del avión. Los 54 CF-5A construidos en Canadá para Venezuela se almacenaron, después de que el RCAF no pudiera llevar a cabo su entrega debido a los recortes presupuestarios que tenía la FAV. De este lote, Venezuela adquirió 16 CF-5A y dos CF-5D. En 1972, después de que se entregaron todos los aviones, los F-86, Venom y Vampire finalmente fueron dados de baja.
El F-5 se convirtió en el primer avión militar en Venezuela capaz de volar a velocidades supersónicas. Tras una disputa legal entre Canadair y Northrop, se construyeron y entregaron dos CF-5D más a Venezuela en 1974. Su primera base de operaciones fue la Base Aérea General Rafael Urdaneta en Maracaibo. Después de 1974, la flota se trasladó a la base aérea Teniente Vicente Landaeta Gil en Barquisimeto.
En 1979, después de varias mejoras en los equipos de comunicación, navegación y aproximación de la flota, la aeronave pasó a llamarse VF-5S, designando a los CF-5A como VF-5A y a los CF-5D como VF-5D. Los F-5 venezolanos también podían llevar armamento como el misil AIM-9 Sidewinder, las bombas Mk.82 y M117, y los lanzadores de cohetes de 70 mm.
En 1991, luego de que las tensiones entre Colombia y Venezuela casi condujeron a un conflicto, la fuerza aérea inició otro programa de modernización para los F-5, llamado "Proyecto Grifo" (Proyecto Gryphon). Algunas aeronaves (VF-5D número 5681 y VF-5A número 9124) se enviaron a Singapur para realizar pruebas y luego se devolvieron para actualizar las estructuras de vuelo restantes. Ese mismo año, se adquirió de los Países Bajos una pequeña flota de cuatro NF-5B y un solo NF-5A para reemplazar las aeronaves perdidas en años anteriores.
En 1992, durante el intento de golpe de Estado contra el presidente Carlos Andrés Pérez, 3 F-5 se perdieron ante un OV-10 Bronco operado por los rebeldes, que bombardeaba la base aérea de Barquisimeto. El golpe fallido retrasó el programa de modernización durante un año y finalmente se inició en 1993. La flota estaba equipada con sistemas de navegación láser inerciales (similares a los de los F-16 venezolanos), IFF, HUD, sondas de reabastecimiento de combustible y motores modernizados con una vida útil estimada de 22 años.
En 2002 se hicieron pequeñas mejoras a los F-5 restantes. La flota se mantuvo operativa hasta 2010, cuando se entregó un lote de Hongdu JL-8 como reemplazo parcial (puesto que los K-8W no tenían las mismas capacidades de los VF-5). A finales de 2010, se sabía que al menos un VF-5D estaba en condiciones de vuelo; se desconoce si más aviones estaban en condiciones operativas.
Entre 1972 y 2002, se perdieron un total de 9 F-5 venezolanos.

### Vietnam
Al concluir "Skoshi Tiger", los F-5 supervivientes se transfirieron a la Fuerza Aérea de Vietnam del Sur. Ahí se formó el 522º Escuadrón, la primera unidad de reacción survietnamita. Estos F-5 de Vietnam del Sur fueron denominados F-5C.
El F-5A/B fue un avión muy popular en Vietnam del Sur, siendo utilizado básicamente en funciones de ataque terrestre. Los pilotos no estaban entrenados para el combate aéreo y nunca se enfrentaron a los MiG-21.
Vietnam recibió muchos F-5A/B/E procedentes de la ayuda americana. Llegaron F-5 directamente de Estados Unidos, pero también a través de Irán o Taiwán (Taiwán cedió 48 F-5A). Los aviones iraníes llegaron con su camuflaje desértico y muy pocos fueron repintados.
En 1975, Vietnam del Sur cayó, y se calcula que Vietnam del Norte capturó 87 aviones F-5A/B y 27 F-5E, junto a una gran cantidad de repuestos, integrando los F-5E en su Fuerza Aérea. Inicialmente se crearon regimientos mixtos de MiG-21 y F-5, los cuales posteriormente formaron una sola unidad de F-5E. Durante la invasión de Camboya, los F-5 vietnamitas participaron en ataques contra las tropas del Pol Pot. Existen rumores no confirmados que algunos F-5E destinados en la zona de Hanói habrían combatido en 1979 contra J-6 y J-7 chinos.

## Variantes

### Versiones monoplaza

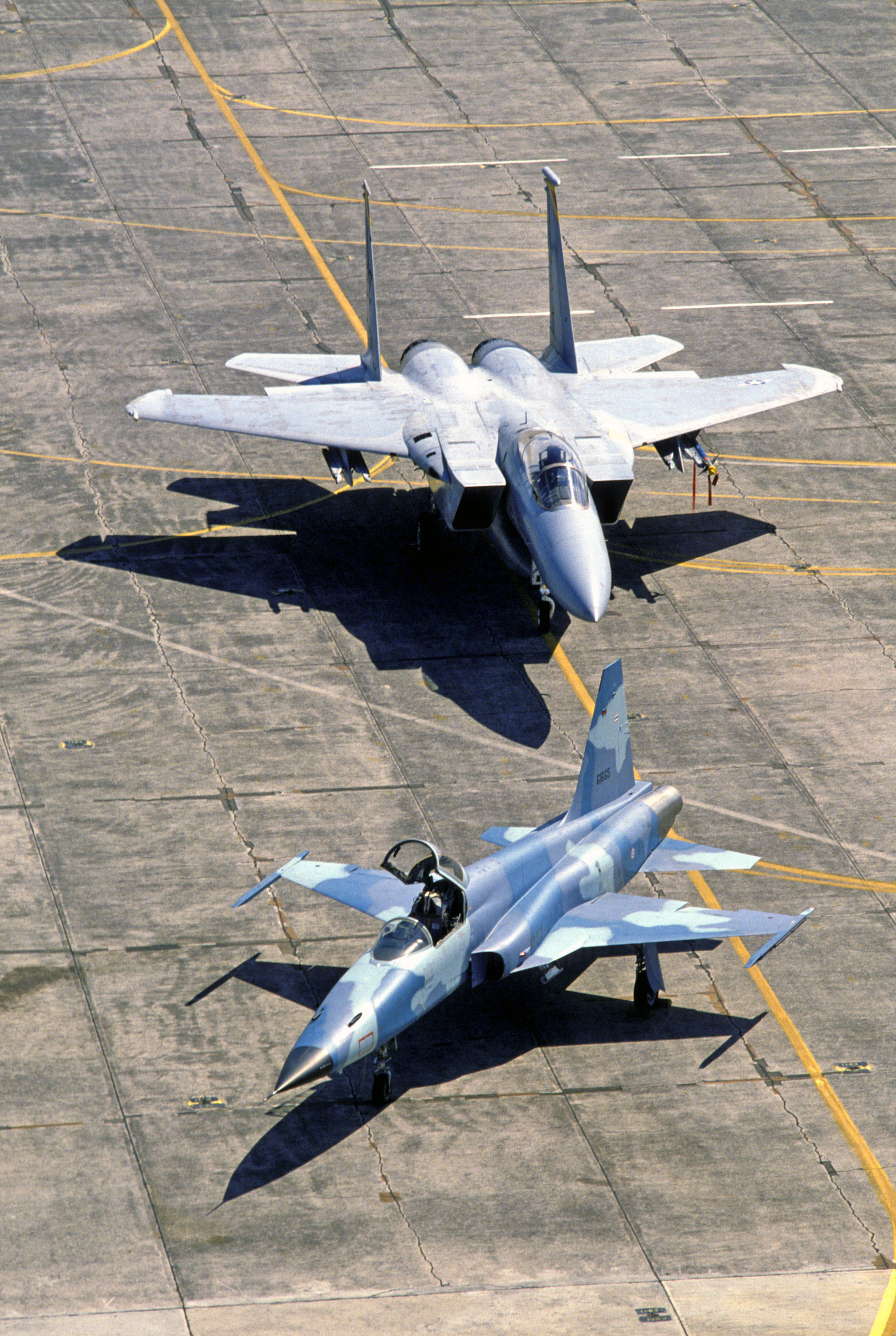
Un F-5E de la Real Fuerza Aérea Tailandesa junto a un F-15 de la Fuerza Aérea de los Estados Unidos.

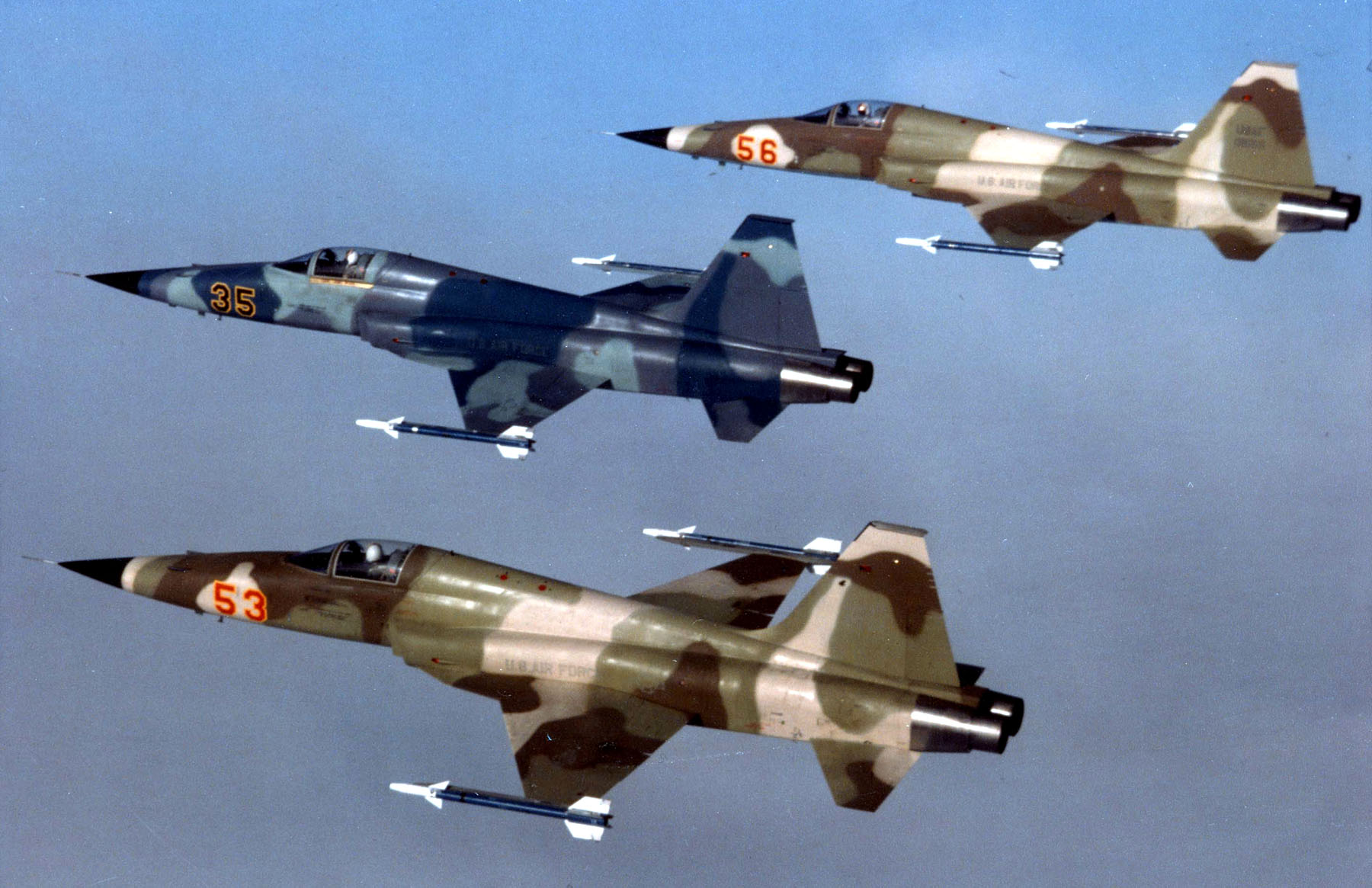
Tres F-5E de un escuadrón de agresores de la USAF en formación.

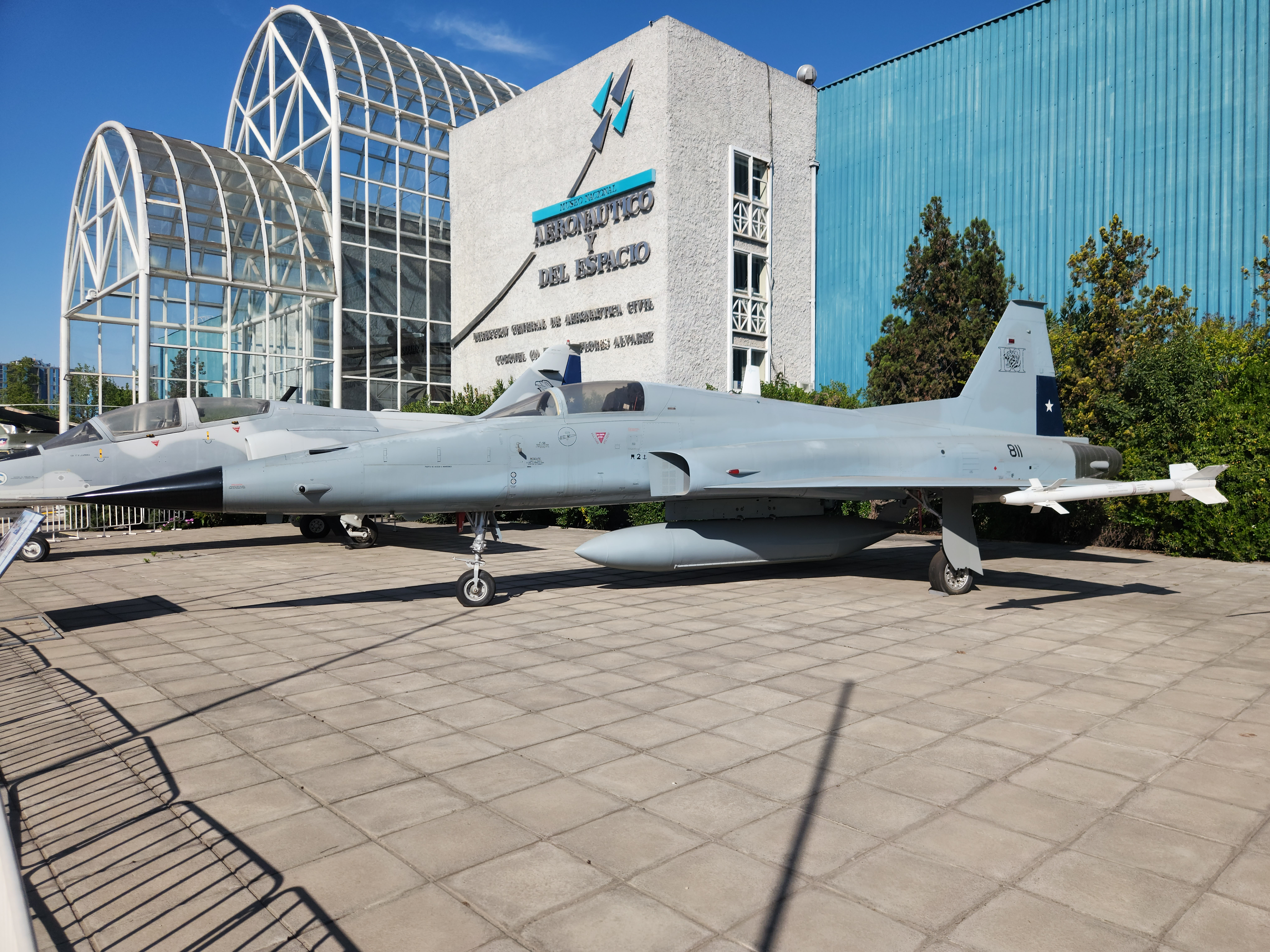
F-5E Tiger III Plus chileno en el Museo Nacional Aeronáutico y del Espacio en Chile.

N-156F
Designación del fabricante para los tres prototipos de caza monoplaza.
YF-5A
Designación de la Fuerza Aérea de los Estados Unidos para los tres prototipos.
F-5A
Primera versión de producción del caza monoplaza F-5. Originalmente los aviones de esta versión fueron entregados sin radar, pero posteriormente fueron equipados con el AN/APQ-153 durante las operaciones de modernización.
F-5A (G)
Versión del caza monoplaza F-5A para la Real Fuerza Aérea Noruega.
XF-5A
Designación de un avión usado para pruebas estáticas.
F-5C Skoshi Tiger
Designación dada a doce cazas F-5A Freedom Fighter que fueron probados por la Fuerza Aérea de los Estados Unidos en Vietnam durante cuatro meses y medio.
F-5E Tiger II
Versión del caza monoplaza F-5 provista del radar AN/APQ-159 en sustitución del antiguo AN/APQ-153 de la versión F-5A.
F-5E Tiger III Plus
Versión modernizada del F-5E en servicio con la Fuerza Aérea de Chile; el radar EL/M-2032 reemplazó al AN/APQ-159 original, que le da capacidad de combate BVR y se equipa con el misil AAM Derby, de origen israelí, casco Dash III, bengalas y chaff, sistema de guerra electrónica mejorado, más sonda de re-aprovisionamiento en vuelo.
F-5E/F
Un único ejemplar F-5E de la Fuerza Aérea Suiza, con alas de la versión biplaza F-5F. Actualmente esta aeronave se encuentra expuesta en el museo de la base aérea de Meiringen.
F-5G
Designación temporal dada al modelo F-20 Tigershark, versión provista del radar General Electric AN/APG-67.
F-5N
Aviones F-5E procedentes de la Fuerza Aérea Suiza, utilizados por la Armada de los Estados Unidos como aviones "agresores" para entrenamiento, con radar AN/APG-69 en lugar del AN/APQ-159 original. Destinados a reemplazar los desgastados F-5E de la Armada y del Cuerpo de Marines en ese papel, en servicio hasta 2015.
F-5S
Versión modernizada del F-5E en servicio con la Fuerza Aérea de la República de Singapur, equipado con el radar de banda X Galileo Avionica FIAR Grifo-F y capaz de disparar misiles aire-aire guiados por radar activo AIM-120 AMRAAM.
F-5T Tigris
Versión modernizada del F-5E en servicio con la Real Fuerza Aérea Tailandesa, realizada por empresas de Israel; incorpora el mismo radar EL/M-2032 que el Tigre III chileno.
F-5EM
Versión modernizada del F-5E en servicio con la Fuerza Aérea Brasileña que, al igual que la modernización tailandesa, incluye el radar Grifo-F de la firma italiana Galileo Avionica.
F-5TIII
Versión modernizada del F-5E en servicio con la Real Fuerza Aérea Marroquí.
F-5E Tiger 2000
Versión modernizada en Taiwán por AIDC, equipada con el radar GD-53, capaz de disparar los misiles TC-2 Sky Sword II, MIL-STD-1553B Link y GPS/INS.

### Versiones de reconocimiento
RF-5A
Versión monoplaza de reconocimiento del caza F-5A. Fueron fabricados aproximadamente 120 ejemplares.
RF-5A (G)
Versión monoplaza de reconocimiento del caza F-5A para la Real Fuerza Aérea Noruega.
RF-5E Tigereye
Versión monoplaza de reconocimiento del caza F-5A, exportada a Arabia Saudita, Irán y Malasia.
RF-5E Tigergazer
Siete ejemplares de la versión de reconocimiento monoplaza del F-5E, en servicio con la República de China (Taiwán) modernizados por ST Aerospace.
RF-5S Tigereye
Versión monoplaza de reconocimiento de la versión F-5S para la Fuerza Aérea de la República de Singapur.
B.TKh.18
Designación tailandesa del RF-5A.

### Versiones biplaza

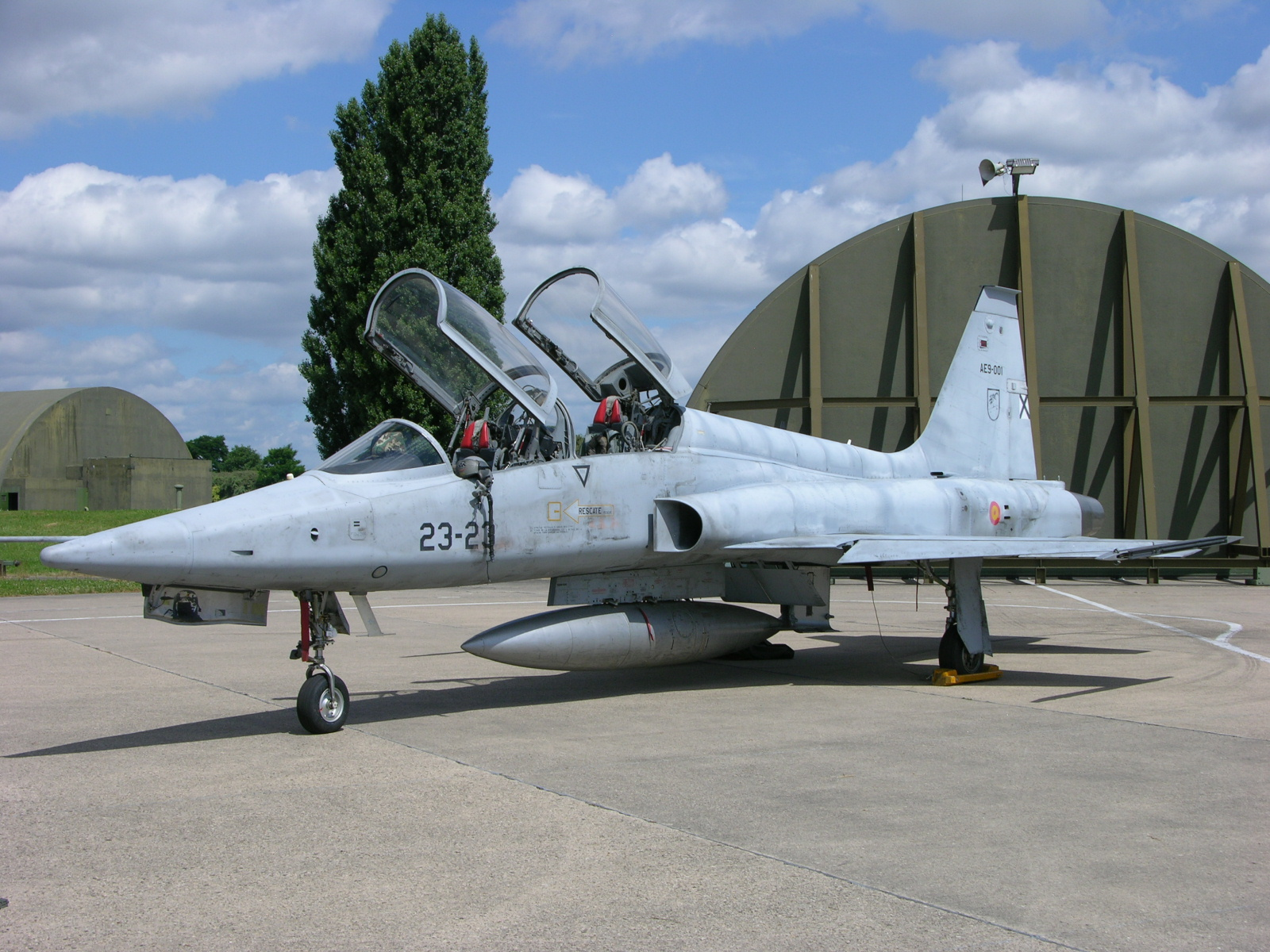
Un F-5B M Freedom Fighter del Ejército del Aire de España en la Base Aérea de Dijon-Longvic.

F-5-21
Designación temporal dada al prototipo YF-5B.
YF-5B
Un F-5B equipado con motor turborreactor General Electric J85-GE-21 de 5000 lbf de empuje, usado como prototipo de la versión F-5E Tiger II.
F-5B
Versión de caza biplaza para la Fuerza Aérea de la República de Corea, equipado con radar AN/APQ-157.
F-5B (G)
Versión de entrenamiento del F-5B, para la Real Fuerza Aérea Noruega.
F-5B M
Versión modernizada del F-5B en servicio con el Ejército del Aire de España utilizada para entrenamiento de combate.
F-5D
Versión de entrenamiento que no llegó a fabricarse.
F-5F Tiger II
Versión biplaza de entrenamiento del F-5E Tiger II; se probó la instalación del radar AN/APQ-167 con intención de reemplazar el AN/APQ-157, pero el cambio de radar no se llevó a cabo.
F-5F Tiger III plus
Versión modernizada del F-5F en servicio con la Fuerza Aérea de Chile.
F-5T
Versión modernizada del F-5F en servicio con la Fuerza Aérea de la República de Singapur.
F-5FM
Versión modernizada del F-5F en servicio con la Fuerza Aérea Brasileña.

### Variantes extranjeras

#### Bajo licencia

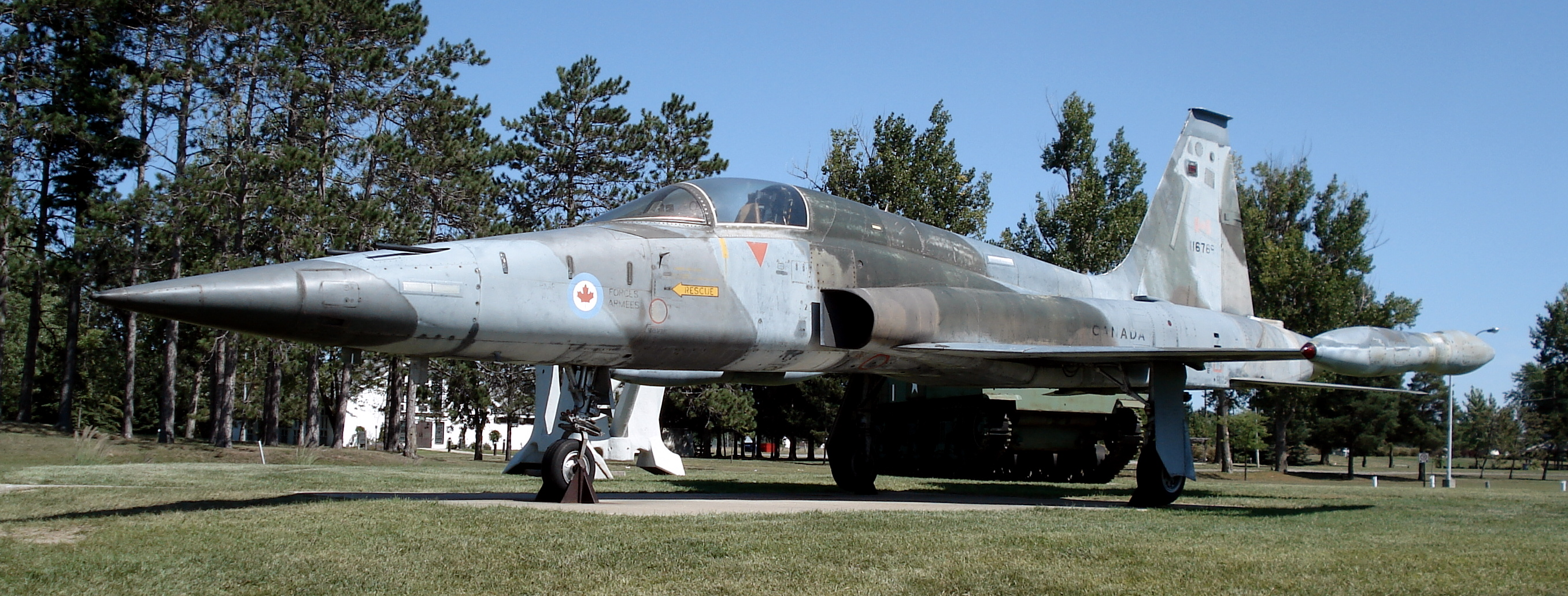
Un CF-116 del Mando Aéreo de las Fuerzas Canadienses.

Canadair CF-5A
Versión de caza para el Mando Aéreo de las Fuerzas Canadienses fabricada bajo licencia en Canadá por Canadair. La designación dada por las Fuerzas Canadienses es CF-116.
NF-5A
Versión de caza monoplaza del CF-5A para la Real Fuerza Aérea de los Países Bajos; 75 fabricados.
NF-5B
Versión biplaza de entrenamiento del CF-5D para la Real Fuerza Aérea de los Países Bajos; 30 fabricados.
SF-5A
Versión de caza monoplaza del F-5A para el Ejército del Aire de España, fabricada bajo licencia en España por CASA. Designados inicialmente como C.9 y hasta su retirada A.9.
SRF-5A
Versión monoplaza de reconocimiento del RF-5A para el Ejército del Aire de España, fabricada bajo licencia en España por CASA. Designados inicialmente como CR.9 y finalmente AR.9.
SF-5B
Versión biplaza de entrenamiento del F-5B para el Ejército del Aire de España, fabricada bajo licencia en España por CASA. Designados inicialmente como CE.9 y posteriormente AE.9. Modernizados a la versión F-5M.
VF-5A
Versión de caza monoplaza del CF-5A para la Fuerza Aérea Venezolana. Esta designación fue dada a algunos CF-116 canadienses vendidos a Venezuela.
VF-5D
Versión biplaza de entrenamiento del CF-5D para la Fuerza Aérea Venezolana.
KF-5E/F
Versiones del F-5E y F-5F, respectivamente, fabricadas en Corea del Sur para la Fuerza Aérea de la República de Corea. Versión introducida en septiembre de 1982. Respectivamente, 48 y 20 construidos.
Chung Chen
Nombre dado a los F-5E/F fabricados en Taiwán por AIDC para la Fuerza Aérea de la República de China. Versión introducida en octubre de 1974. 308 construidos.

#### Sin licencia
HESA Simorgh
Conversión modificada en Irán del caza monoplaza F-5A y de la versión monoplaza de reconocimiento RF-5A en aviones biplaza de entrenamiento.
HESA Azarakhsh
Versión derivada del F-5E fabricada en Irán con ala media y un morro alargado de 17 cm para albergar un radar de fabricación iraní, basado en un modelo soviético.
HESA Sa'eqeh
Versión derivada del F-5E fabricada en Irán con dos estabilizadores verticales inclinados y otras modificaciones desconocidas.
HESA Kowsar
Versión derivada del F-5F fabricada en Irán con radares polivalentes y aviónica avanzada.

### Modelos derivados
- Northrop F-20 Tigershark
- Northrop YF-17

## Operadores

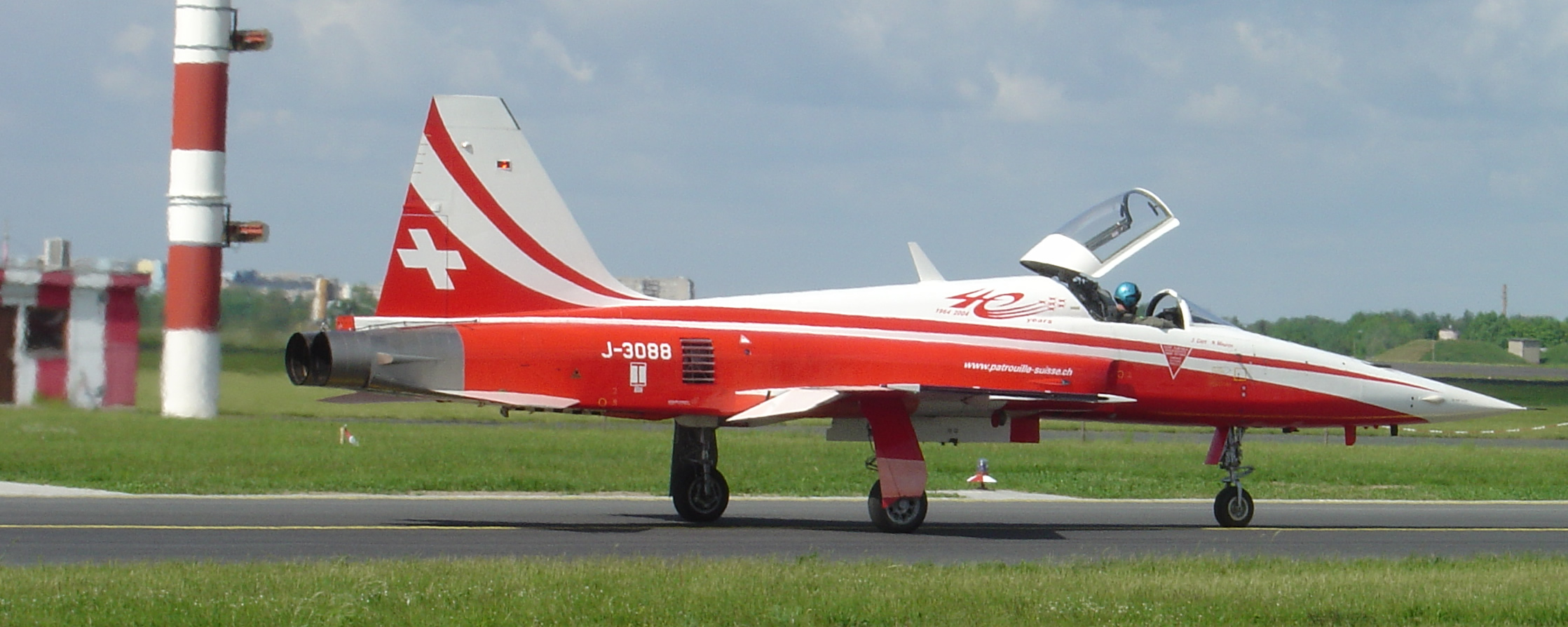
F-5E del grupo acrobático suizo Patrouille Suisse.

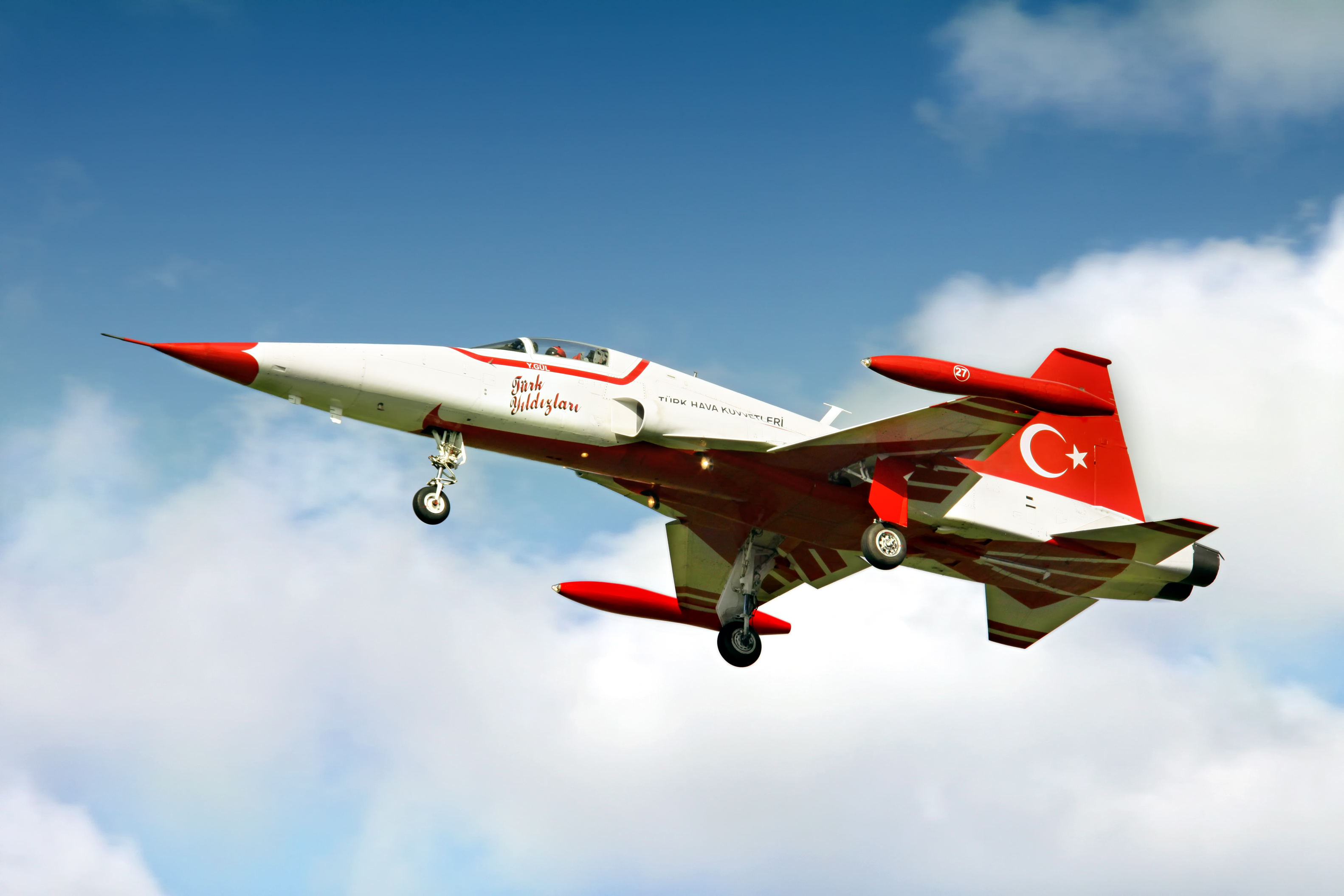
F-5A del grupo acrobático turco Türk Yıldızları.

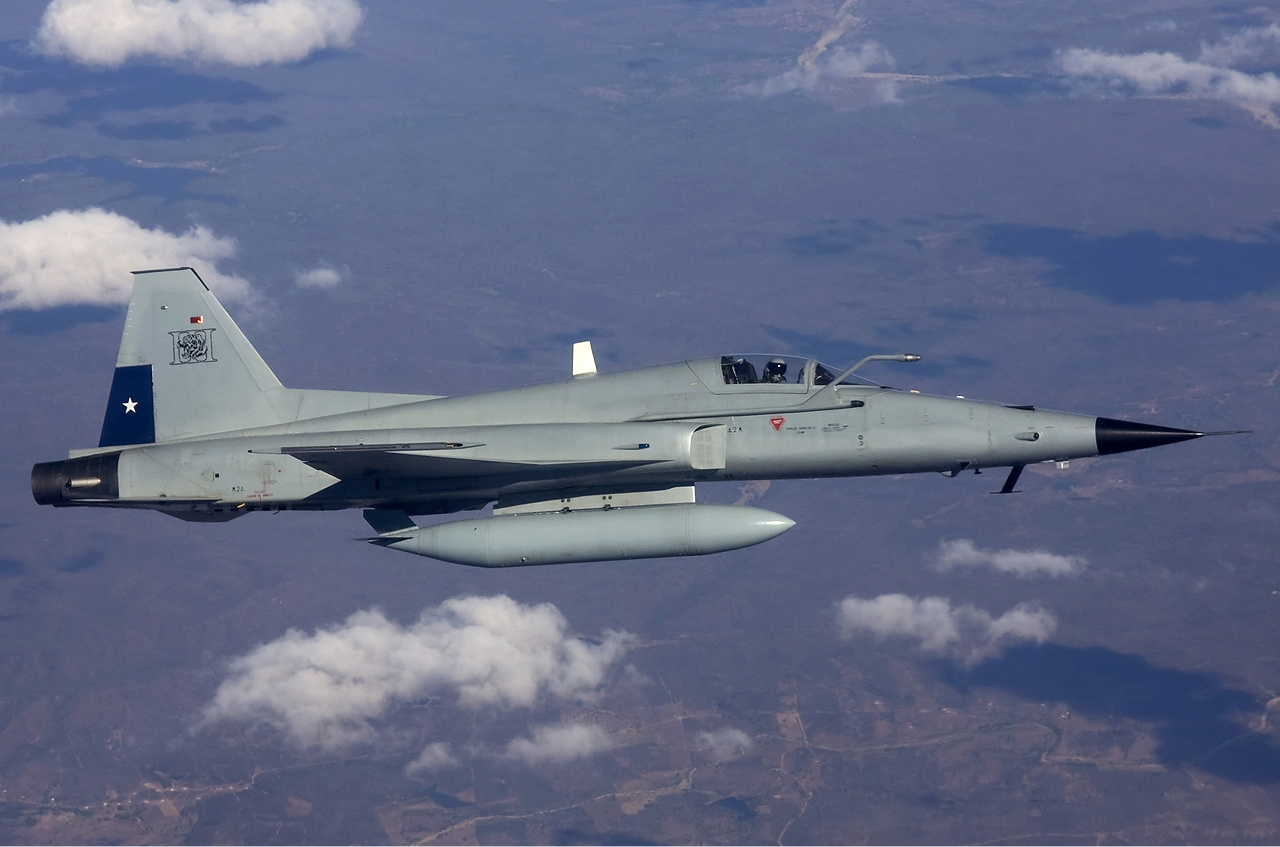
F-5E Tigre III Plus de la Fuerza Aérea de Chile.

Canadá fabricó los ejemplares de CF-5 A/B bajo licencia cedida a la local Canadair para las Fuerzas Aéreas de aquel país, y para las de Holanda, además de algunos ejemplares vendidos a Venezuela. CASA en España fabricó también los ejemplares correspondientes para el Ejército del Aire, con la denominación SF-5A. También ha sido manufacturado bajo licencia en Corea del Sur y en Taiwán. El F-5E Tiger II ha sido la variante más extendida del F-5; concretamente 23 países lo tienen o lo han tenido en sus inventarios militares.

### Actuales
Baréin
- Real Fuerza Aérea Bareiní: recibió ocho F-5E y dos F-5F entre 1985 y 1987.[52]

 Botsuana
- Fuerza Aérea de Botsuana: compró diez CF-5A y tres CF-5D modernizados de Canadá en 1996.[53] Otros 3 CF-5A y 2 CF-5D fueron comprados en 2000.[54][55] 11 CF-5A y 4 CF-5D permanecían en servicio en diciembre de 2021.[56]

 Brasil
- Fuerza Aérea Brasileña: compró 78 F-5 de diversas variantes desde 1974. Operaba 42 F-5EM y 4 F-5FM en diciembre de 2021,[56] que serán retirados gradualmente entre 2017 y 2030,[57][58] reemplazados por el JAS 39E/F Gripen.[59]

 Chile
- Fuerza Aérea de Chile: Chile compró 15 F-5E y 3 F-5F en los años 70, siendo modernizados al estándar Tiger III desde 1993.[60][61] En marzo de 2013, la Fuerza Aérea Uruguaya inició conversaciones para adquirir 12 aviones F-5 Tiger III excedentes a Chile por 80 millones de dólares.[62] 18 aparatos fueron modernizados por Enaer y Elbit al estándar Tigre III Plus: reabastecimiento en vuelo, sistema Helmet Dash, misiles Python IV y Derby VBR (2015). Se contrató a la empresa Kellstrom Defense para realizar el desmontaje y revisión, reacondicionamiento y refuerzo estructural de las alas de estos aviones, permitiendo extender su vida útil por al menos diez años, mientras se decidía si serían reemplazados o no por otro avión de combate. Sin embargo, en diciembre de 2021 seguían en servicio 13 aviones con la Fuerza Aérea de Chile.[56]

 Corea del Sur
- Fuerza Aérea de la República de Corea: recibió un total de 340 F-5 (88 F-5A, 30 F-5B, 8 RF-5A, 126 F-5E, 20 F-5F, 48 KF-5E y 20 KF-5F). Durante la guerra de Vietnam, 36 F-5A y 8 RF-5A fueron transferidos a la Fuerza Aérea de la República de Vietnam a cambio de F-4 Phantom II de la USAF. 5 RF-5A se recompraron antes de que acabase la guerra. El último Freedom Fighter fue retirado en 2005, y 8 F-5A fueron donados a la Fuerza Aérea de Filipinas. La ROKAF planeaba reemplazar los F-5E/F de construcción estadounidense por 60 aviones nuevos FA-50 y KAI KF-X. En diciembre de 2021 permanecían en servicio 156 F-5E and 29 F-5F.[63]

 España
- Ejército del Aire Español: inicialmente fueron entregados 70 aparatos en versión A y B; actualmente están en servicio 19 de la versión BM de entrenamiento. Tras su actualización a la versión M, se espera que su vida operativa se alargue más allá de la próxima década.[64]

 Honduras
- Fuerza Aérea de Honduras: Estados Unidos entregó 10 F-5E y 2 F-5F a partir de 1987,[65] como reemplazo de los Dassault Super Mystére, que fueron reasignados al ataque a tierra al estar en sus últimos años de servicio. Los F-5 eran antiguos aviones de la USAF, remozados.[65] En 2024 permanecían 11 operativos 10 F-5E y 1 F-5F, de los cuales 7 fueron repotenciado entre el 2022 y 2024, no se ha confirmado volver a poner en operativo el segundo F-5F.[66]

 Irán
- Fuerza Aérea de la República Islámica de Irán: 49 F-5E y F operativos en diciembre de 2021;[67] Irán había recibido originalmente un total de 127 F-5A/B en 1972, que pronto comenzaron a ser retirados/vendidos a otros países. En 1976, Irán había recibido un total de 181 de los mejorados F-5E/F/RF-5A, entregados a la Fuerza Aérea Imperial Iraní.
- Cantidades desconocidas de cazas HESA Saeqeh y HESA Azarakhsh, derivados del diseño del F-5.

 Kenia
- Fuerza Aérea de Kenia: en julio de 2008 se informó de que Kenia había gastado 1500 millones de chelines kenianos en comprar 15 F-5, 13 F-5E y 2 F-5F ex Fuerza Aérea de Jordania, modernizados con aviónica Rockwell Collins[68] (más entrenamiento y piezas de repuesto). Se añadirían o reemplazarían a la flota existente de F-5.[69] En diciembre de 2021 permanecían en servicio 17 F-5E y 6 F-5F.[70]

 Marruecos
- Real Fuerza Aérea de Marruecos: operaría 12 F-5A/B modernizados con aviónica del Tiger II y 24 F-5 Tiger III modernizados.[71] En diciembre de 2021 permanecían en servicio 22 F-5E y 4 F-5F.[72]

 México
- Fuerza Aérea Mexicana: recibió 12 F-5 en 1982.[73] Operaría 8 F-5E y 2 F-5F hasta que fueran retirados en 2017.[74] En diciembre de 2021 permanecían en servicio 3 F-5E y 1 F-5F.[72]

 Suiza
- Fuerza Aérea Suiza: operaría 42 F-5E y 12 F-5F Tiger II.[75] Los suizos eligieron el F-5 porque era más simple de mantener que el F-16.[76]

 Tailandia
- Royal Thai Air Force: 30 F-5A/B/C retirados. Operaría alrededor de 40 F-5E/F/T, siendo los ejemplares del 701st Sq. retirados y reemplazados por 12 JAS 39 Gripen. La flota de F-5 restante, modernizada a F-5TH y F-5THF, y perteneciente al 211st Sq., continuará sirviendo hasta 2025-2030.

 Taiwán
- Fuerza Aérea de la República de China: recibió 115 F-5A y B desde 1965; 48 fueron transferidos a Vietnam del Sur antes de 1975. De 1973 a 1986, Taiwán produjo 308 F-5E/F bajo licencia.[77] Los últimos lotes de la producción local bajo licencia por AIDC del Tiger II estaban equipados con dispensadores de chaff/bengalas, además de mejoras en las características de manejo con las extensiones del borde de ataque alargadas y el morro de tiburón del F-20, y receptores de alerta radar (RWR).[78][79]

 Túnez
- Fuerza Aérea Tunecina: ocho F-5E y 4 F-5F Tiger II fueron entregados en 1984-1985. Se recibieron 5 F-5E ex USAF en 1989. En diciembre de 2021 permanecían en servicio 11 F-5E y 3 F-5F.[80]

 Turquía
- Fuerza Aérea Turca: se compraron más de 200 F-5A/B y NF-5A/B de varios países. Entre 40 y 50 de ellos fueron modernizados al estándar F-5/2000 en la década del 2000. Los F-5/2000 permanecen en activo, de los que 10 F-5A y 2 F-5B pertenecen al equipo de exhibición acrobática Turkish Stars.[81] El 7 de abril de 2021, un NF-5 se estrelló mientras realizaba ejercicios de entrenamiento para el equipo acrobático en Konya, Turquía.[82] Está planeado que sean sustituidos por el TAI Hurjet.[83]

 Venezuela
- Fuerza Aérea de Venezuela: los CF-5 llegaron a Venezuela en 1972 (dieciséis CF-5A monoplaza y dos CF-5D biplaza) provenientes de Canadá. En 1974, dos CF-5D de fabricación nueva son adquiridos a Canadair. Durante su vida operacional han sido mejorados, al recibir sistemas de comunicación VOR y capacidad de remolcar blancos para entrenamiento aire-aire (dos CF-5 fueron modificados para realizar reconocimiento fotográfico); en los años noventa se les aplicó un programa de modernización consistente en la revisión de la planta motriz, incorporación de un HUD, sistemas de navegación inercial, radio altímetro, IFF, TACAN, dispensador de chaff-flare, un computador de tiro, GPS y sonda para reabastecerse de combustible en el aire. Los aviones venezolanos pueden portar una combinación de armamento que incluye dos cañones M-39A1 de 20 mm con 280 proyectiles c/u, dos misiles aire-aire AIM-9B/P Sidewinder, bombas Mk.82 de 227 kg, Mk.117 de 340 kg, bombas racimo TAL, bombas anti pista Durandal, lanzacohetes de 70 mm y 127 mm y bengalas Natak, entre otros. Serán dados de baja y reemplazados por los Hongdu JL-8. En diciembre de 2021 permanecían en servicio 6 F-5A.[84]

 Yemen
- Fuerza Aérea Yemení: heredó la flota de F-5 de Yemen del Norte en 1994. Solo media docena de F-5 permanecía en servicio a principios de la década de 2010.[85]

### Antiguos
Arabia Saudita

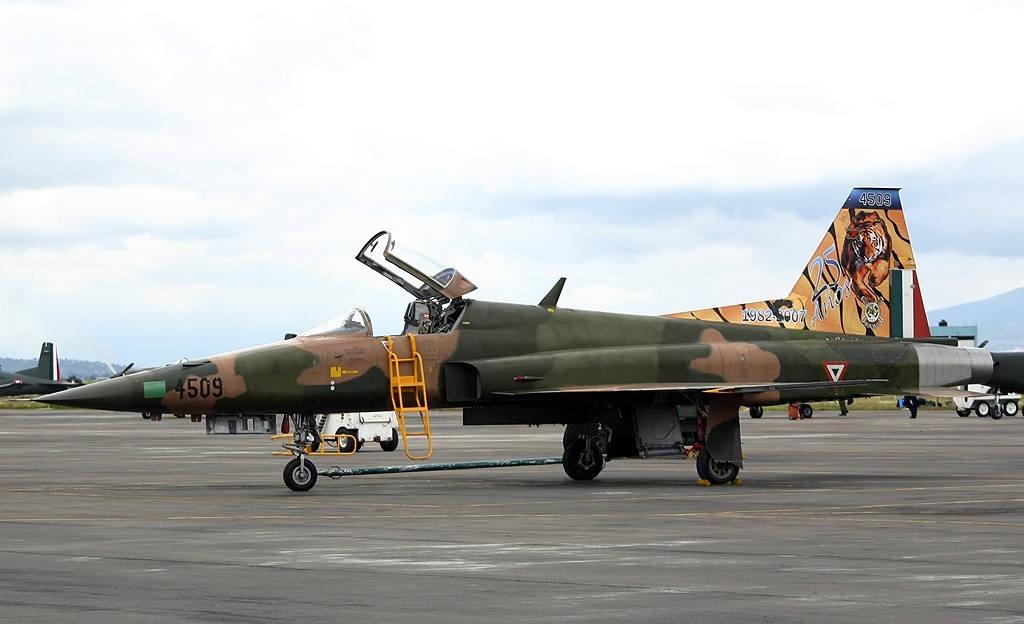
F-5E Tiger II de la Fuerza Aérea Mexicana en la Base Aérea Militar n.º 1 Santa Lucía.

- Real Fuerza Aérea Saudí: de 1974 a 1985, recibió un total de 20 F-5B, 109 F-5E/F y 10 RF-5E.[86][87]

 Austria
- Fuerza Aérea Austriaca: en préstamo de Suiza, todos los aviones devueltos y reemplazados por Eurofighter Typhoon.

 Canadá
- Fuerzas Canadienses: fabricados en Canadá bajo licencia como CF-5 y designados CF-116 por las Fuerzas Canadienses.

 Estados Unidos
- Fuerza Aérea de los Estados Unidos
- Cuerpo de Marines de los Estados Unidos
- Armada de los Estados Unidos

 Etiopía
- Fuerza Aérea de Etiopía: primeras entregas en 1966; operó las variantes A, B y E.

 Filipinas
- Fuerza Aérea de Filipinas: recibió 19 aviones F-5A (monoplaza) y 3 F-5B (biplaza) en 1956-57. En 1989, la PAF recibió 3 F-5A y 1 F-5B ex taiwaneses.[88] En los años 90, se adquirieron al menos 8 F-5A ex surcoreanos y 2 F-5A ex jordanos. La flota de F-5 fue dada de baja en 2005.[89]

 Grecia
- Fuerza Aérea Griega: recibió los primeros 55 F-5A en 1965. En 1975, se compraron 10 aviones a Irán y, más tarde, otros 10 a Jordania. En 1986, 9 aviones se incorporaron desde Noruega y, en 1991, 10 NF-5A fueron cedidos por los Países Bajos. Durante 1967 y 1968, este avión fue usado por el Tercer Equipo Acrobático Heleno "Nueva Llama Helénica". Los últimos NF-5A fueron retirados en 2002.[90]

 Indonesia
- Fuerza Aérea del Ejército Nacional de Indonesia: recibidos en 1980, modernizados en Bélgica a mitad de finales de los 90. Los 16 F-5E/F fueron retirados el 3 de mayo de 2016 por orden del Jefe de la Fuerza Aérea, debido a problemas de seguridad.[91]

 Jordania
- Real Fuerza Aérea Jordana: retirado en 2015. Reemplazado por F-16A/B y Hawk Mk 63. Vendidos 11 aviones a Brasil por 21 millones de dólares en 2009.[92]

 Malasia
- Real Fuerza Aérea de Malasia: usó 4 F-5F como entrenadores, mientras que otros 16 de sus Northrop F-5E Tiger II fueron modernizados para efectuar tareas de reconocimiento.[93]

 Noruega
- Real Fuerza Aérea Noruega: recibió un total de 108 F-5A, F-5B y RF-5A de 1966 a 1971.

 Países Bajos
- Real Fuerza Aérea de los Países Bajos: recibió 75 NF-5A de construcción canadiense (versión de caza monoplaza) y 30 NF-5B (versión de entrenamiento biplaza) entre el 7 de octubre de 1969 y el 20 de marzo de 1972.[94] Después de que el modelo fuera dado de baja y reemplazado por el F-16 Fighting Falcon, los aviones fueron almacenados inicialmente en las Bases Aéreas de Gilze-Rijen y Woensdrecht, hasta que 60 aviones fueron vendidos a Turquía, 11 a Gracia y 7 a Venezuela.[94] Los restantes pueden verse en museos de aviación y escuelas técnicas.

 Singapur
- Fuerza Aérea de la República de Singapur: operaba 32 cazas F-5S, 9 F-5T y 8 RF-5S en 2011.[48] Retirados la mayoría con unos pocos para entrenamiento en 2014,[95] antes de retirarlos todos en 2015.[96]

 Sudán
- Fuerza Aérea de Sudán: 10 F-5E y 2 F-5F fueron entregados en 1978. Uno de los F-5F fue vendido a Jordania. Además, 2 F-5 desertaron a Etiopía durante la crisis de Ogadén.

 Vietnam
- Fuerza Aérea Popular Vietnamita: aviones capturados a la Fuerza Aérea de la República de Vietnam. Un F-5E (s/n 73-00867) fue transferido a la Unión Soviética para realizar vuelos de evaluación; más de 40 ejemplares sirvieron con la VNAF.[97] Tras la guerra de Vietnam, las fuerzas vietnamitas usaron los F-5 contra las fuerzas chinas durante la guerra sino-vietnamita.

 Vietnam del Sur
- Fuerza Aérea de la República de Vietnam: recibió una flota de 158 F-5A Freedom Fighter, 10 RF-5A y 8 entrenadores F-5B procedentes de Estados Unidos, Corea del Sur, Irán y Taiwán. Estados Unidos también proporcionó los más modernos F-5E Tiger II, siendo la mayoría de F-5 evacuados a Tailandia en 1975, pero muchos fueron capturados por el Ejército del Pueblo.

## Galería

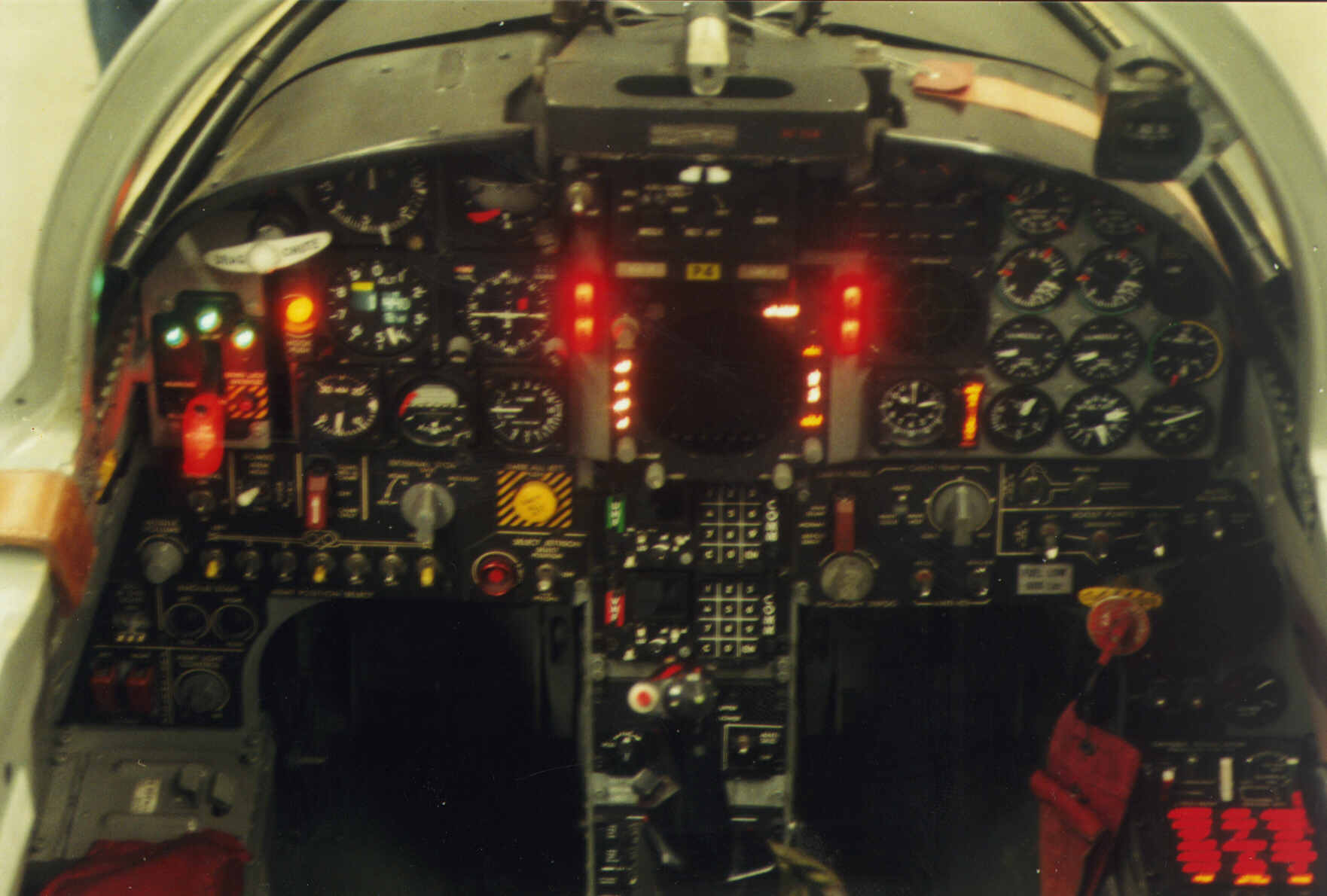
Cabina de un F-5E suizo, con instrumentos analógicos.
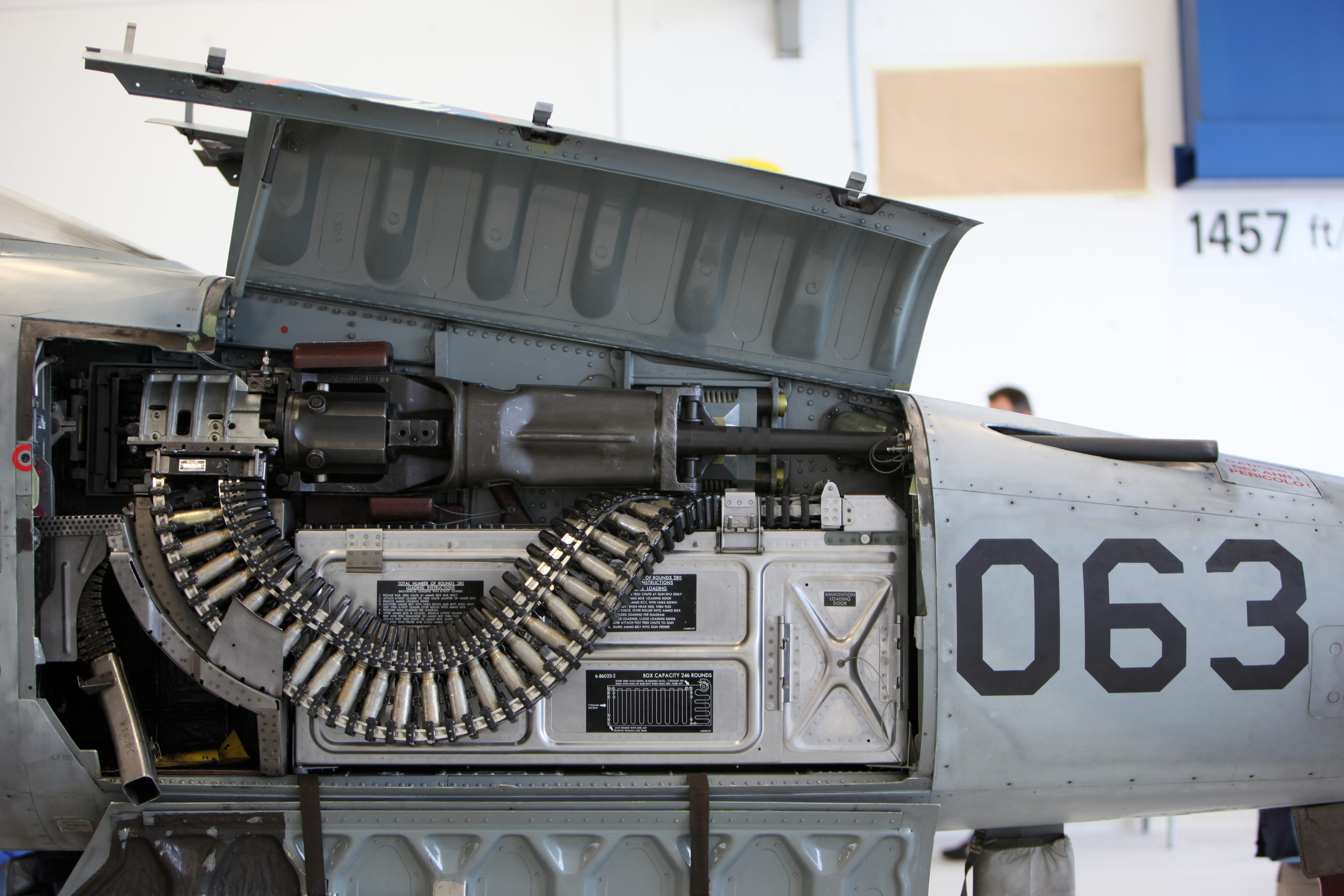
Uno de los dos cañones internos M39 de 20 mm que monta el F-5.
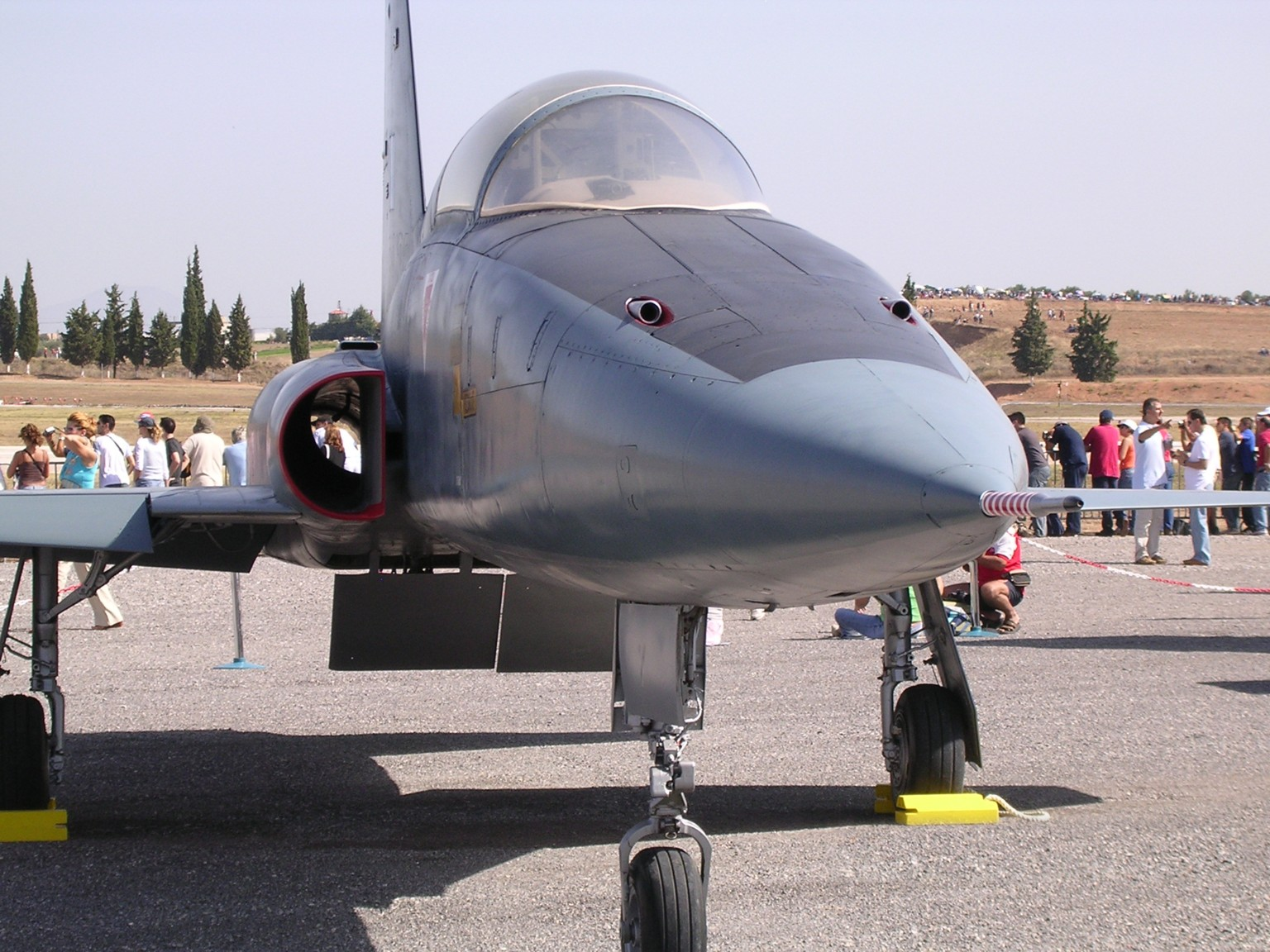
Parte frontal de un F-5A griego; se pueden apreciar las bocas de los cañones de 20 mm.

## Especificaciones (F-5E Tiger III)

### Características generales
- Tripulación: Uno (piloto)
- Longitud: 14,5 m (47,4 ft)
- Envergadura: 8,1 m (26,7 ft)
- Altura: 4,1 m (13,4 ft)
- Superficie alar: 17,3 m² (186 ft²)
- Perfil alar: NACA 65A004.8 (raíz), NACA 64A004.8 (punta)
- Peso vacío: 4349 kg (9585,2 lb)
- Peso cargado: 7157 kg (15 774 lb)
- Peso máximo al despegue: 11 214 kg (24 715,7 lb)
- Planta motriz: 2× turborreactor General Electric J85-GE-21B.
  - Empuje normal: 15,6 kN (1588 kgf; 3500 lbf) de empuje cada uno.
  - Empuje con postquemador: 22,2 kN (2264 kgf; 4991 lbf) de empuje cada uno.
- Capacidad de combustible: 2563 litros internos y hasta 3 tanques externos de 1040 litros cada uno
- Alargamiento alar: 3,86
- Área de resistencia aerodinámica: 0,32 m²

### Rendimiento
- Velocidad máxima operativa (Vno): 1875 km/h (1165 MPH; 1012 kt) (Mach 1,7)
- Alcance: 1405 km (759 nmi; 873 mi)
- Alcance en ferry: 3800 m (12 467 ft)
- Techo de vuelo: 15 800 m (51 837 ft)
- Régimen de ascenso: 184 m/s (36 220 ft/min)
- Empuje/peso: 0,36

### Armamento
- Cañones: 

  - 2x Cañón revólver Pontiac M39A2 de 20 mm en el morro, con 280 proyectiles cada uno
- Puntos de anclaje: 7 en total (3 para combustible), 2 raíles de lanzamiento en puntas alares, 4 pilones subalares y 1 pilón más bajo el fuselaje con una capacidad de 3200 kg, para cargar una combinación de:  
  - Bombas: 

    - Bombas de caída libre: serie Mark 80 (Mark 81, Mark 82, Mark 83, Mark 84), incluyendo bombas de prácticas de 3 y 14 kg
    - Bombas de racimo: CBU-24/49/52/58
    - Contenedores de napalm
    - Bombas de folletos M129

  - Cohetes: 

    - 2x Contenedores LAU-61 o LAU-68, cada uno con 19 o 7 cohetes Hydra 70 mm, respectivamente o
    - 2x Contenedores LAU-5003, cada uno con 19 cohetes CRV7 de 70 mm o
    - 2x Contenedores LAU-10, cada uno con 4 cohetes Zuni de 127 mm o
    - 2x Contenedores Matra, cada uno con 18 cohetes SNEB de 68 mm

  - Misiles: 

    - Misiles aire-aire:
      - 4x AIM-9 Sidewinder o RAFAEL Python
      - 4x AIM-120 AMRAAM o RAFAEL Derby

    - Misiles aire-superficie:
      - 2x AGM-65 Maverick

  - Otros: Hasta 3 tanques de combustible auxiliares Sargent Fletcher de 150 o 275 galones para vuelo en ferry o aumentar el alcance/tiempo de merodeo en las misiones

### Aviónica
- Radar: Emerson Electric AN/APQ-153 en el primer lote de F-5E, Emerson Electric AN/APQ-159 en los siguientes.[98]

## Aeronaves relacionadas

### Desarrollos relacionados
- Canadair CF-5
- Northrop T-38 Talon
- Northrop F-20 Tigershark
- Grumman X-29
- Northrop YF-17 "Cobra"
- SSBD Demonstrator
- HESA Saeqeh

### Aeronaves similares
- Dassault Étendard IV
- Fiat G.91
- Mikoyan-Gurevich MiG-21

### Secuencias de designación
- Secuencia N-_ (interna de Northrop): ← N-150 - N-151 - N-155 - N-156 - N-165 - N-204 - N-205 -- N-267 - N-285 - N-300 - N-301 - N-302 - N-303 - N-304 - N-305 - N-306 - N-307 - N-311 - N-320 - N-321 - N-322 →
- Secuencia F-_ (Cazas estadounidenses, 1962-presente): ← F-2 - F-3 - F-4 - F-5 - F-6 - F-7 - F-8 →
- Secuencia C._ (Aeronaves de Caza del Ejército del Aire español, 1954-1978): ← C.5 - C.6 - C.8 - C.9 - C.10 - C.11 - C.12 →
- Secuencia C._ (Aeronaves de Caza del Ejército del Aire español, 1978-presente): EA.6 - A.9 - A.10 - C.11 - C.12 →